# Chiến dịch Gratitude
Chiến dịch Gratitude, hay còn được gọi là Cuộc không kích ở Biển Đông, là một chiến dịch không kích được tiến hành bởi Đệ Tam Hạm đội của Hải quân Hoa Kỳ trên Mặt trận Thái Bình Dương trong Chiến tranh thế giới thứ hai, từ ngày 10 tới ngày 20 tháng 1 năm 1945. Chiến dịch được thực hiện để hỗ trợ cho các cuộc tấn công để giải phóng Luzon thuộc Philippines bằng việc tấn công các tàu chiến, tàu vận tải và hệ thống sân bay, máy bay của Nhật Bản trong khu vực. Nếu không tính đến lực lượng tàu ngầm và các đơn vị máy bay tầm xa, Chiến dịch Gratitude là sự hiện diện đáng kể đầu tiên của các hạm đội hàng không mẫu hạm của Hải quân Hoa Kỳ tại Biển Đông, kể từ khi người Mỹ bắt đầu tham chiến vào tháng 12 năm 1941.
Sau khi không kích các sân bay và tàu hàng tại khu vực Formosa và Luzon, Đệ Tam Hạm đội bắt đầu di chuyển vào Biển Đông vào đêm 9 sáng 10 tháng 1. Máy bay cất cánh từ các hàng không mẫu hạm đã tất công các đoàn tàu vận tải của Nhật Bản ở ngoài khơi Đông Dương thuộc Pháp ngày 12 tháng 1, đánh chìm 44 tàu. Hạm đội sau đó di chuyển lên phía Bắc vào tấn công Formosa một lần nữa vào ngày 15 tháng 1. Hồng Kông, Quảng Châu và Hải Nam là các mục tiêu được người Mỹ tấn công vào những ngày tiếp theo. Đệ Tam Hạm đội rời Biển Đông vào ngày 20 tháng 1 và tiếp tục các cuộc không kích vào Formosa và quần đảo Ryukyu, và quay trở lại căn cứ vào ngày 25 tháng 1.
Chiến dịch Gratitude của Đệ Tam Hạm đội là một thành công lớn. Cuộc không kích đã phá hủy nhiều tàu chiến và máy bay Nhật, trong khi người Mỹ mất gần 100 máy bay phần lớn là do hỏa lực phòng không dày đặc của Nhật. Nhiều sử gia nhận xét rằng việc phá hủy nhiều tàu vận tải và tàu chở dầu là thành công lón nhất của toàn bộ chiến dịch, có ảnh hưởng lớn tới các chiến dịch của Nhật Bản sau này. Các cuộc không kích liên tục của Mỹ đã khiến Nhật Bản phải dừng phần lớn các tuyến vận tải đi qua khu vực Biển Đông sau tháng 3 năm 1945.

## Bối cảnh

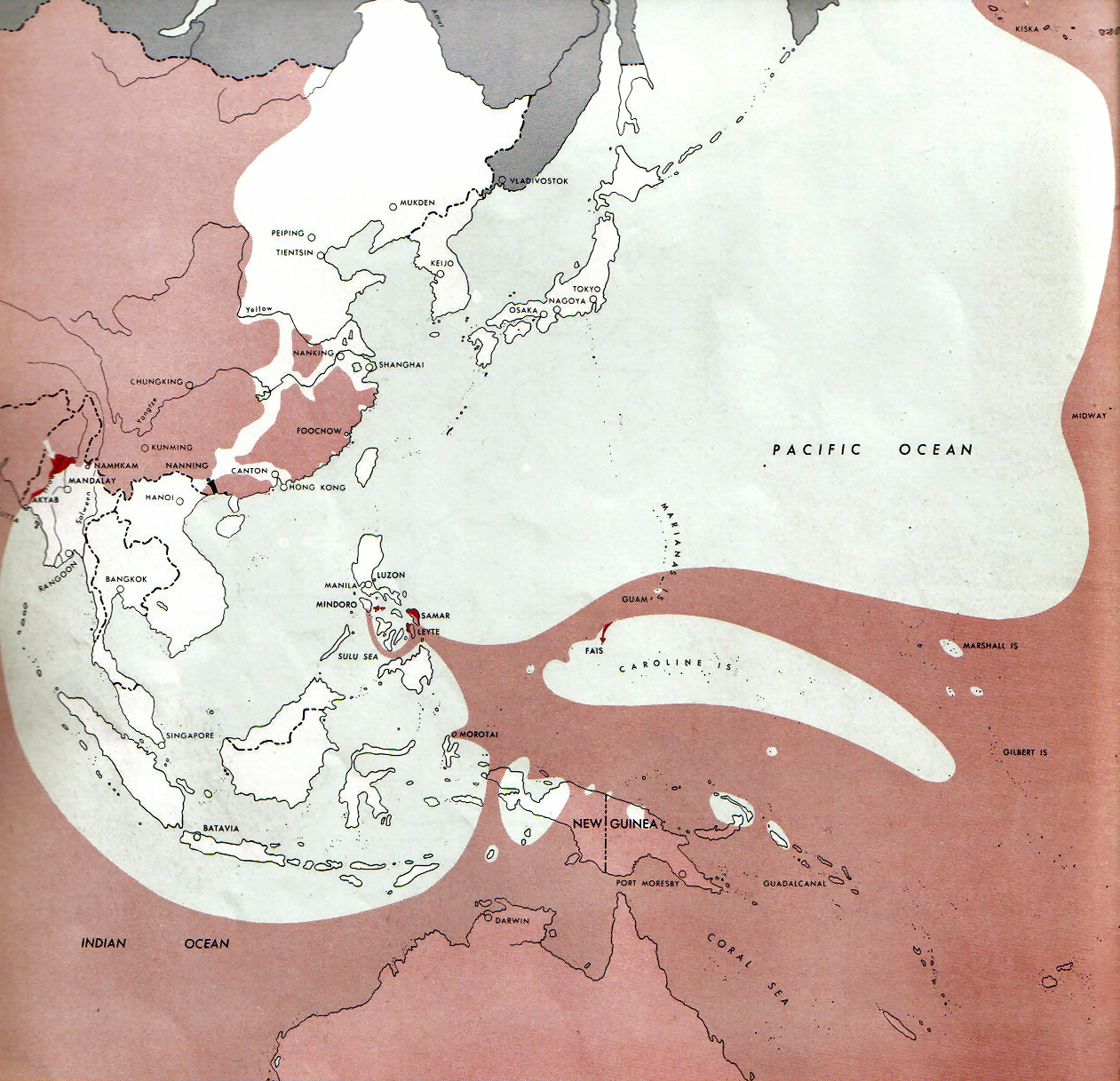
Bản đồ chiến lược về mặt trận Thái Bình Dương vào tháng 1 năm 1945. Các khu vực nhuộm màu đỏ là phần kiểm soát bởi phe Đồng Minh, và khu vực còn lại được Nhật Bản kiểm soát.

Từ năm 1941 tới đầu năm 1942, người Nhật đã đánh chiếm và cai quản gần như toàn bộ khu vực ở xung quanh Biển Đông. Việc kiểm soát vùng biển này là một nhân tố quan trọng với nền kinh tế và bộ máy chiến tranh Nhật Bản, vì phần lớn các nguồn cung cấp dầu thiết yếu và các nguồn tài nguyên khác từ Malaya, Borneo và Đông Ấn Hà Lan đều được vận chuyển qua khu vực này. Tình hình ở Đông Dưong diễn ra khá thuận lợi với quân Nhật sau khi Pháp bị Đức chiếm đóng tại châu Âu khiến chính quyền Pháp tại Đông Dưong nhanh chóng bị lay động. Sau một cuộc đụng độ nhỏ vào tháng 9 năm 1940, chính quyền thuộc địa đã phải nhượng bộ người Nhật, cho phép họ sử dụng toàn bộ hệ thống sân bay và cảng biển ở miền Bắc Đông Dương. Tháng 7 năm 1941, quân Nhật chiếm Nam Đông Dương và thiếp lập các sân bay và căn cứ hải quân trọng yếu ở vịnh Cam Ranh. Chính quyền Pháp chỉ đóng vai trò làm bù nhìn cho Nhật. Sau khi Pháp được quân Đồng Minh giải phóng vào tháng 8 năm 1944, chính quyền thuộc địa đã tìm cách liên lạc với chính phủ mới của Pháp Tự Do ở Paris, và lên kế hoạch chuẩn bị cho một cuộc đảo chính. Các cơ quan tình báo Nhật biết được ý định này từ trước đó nên họ đã đảo chính Pháp và chiếm toàn bộ vùng Đông Dương.
Khi thế trận bị đảo chiều và đẩy Nhật Bản vào thế bị động, các tuyến vận tải đi qua Biển Đông thường xuyên bị lực lượng tàu ngầm của quân Đồng Minh tấn công - và đến giai đoạn cuối năm 1944 - bị máy bay tấn công. Các cuộc tấn công này diễn ra dựa trên những thông tin tình báo, các đợt trinh sát hàng không tầm xa, và các báo cáo từ các chốt theo dõi dọc khu vực bờ biển Trung Quốc và các khu vực khác ở Đông Nam Á. Không đoàn 14 Không lực Lục quân Hoa Kỳ, đóng quân ở Trung Quốc, thường xuyên tổ chức các cuộc không kích vào tàu vận tải Nhật Bản ở khu vực Biển Đông. Máy bay cũng tấn công định kỳ vào các cảng biển Nhật Bản ở miền Nam Trung Quốc và các căn cứ quân sự ở Đông Dương. Ngoài ra phe Đồng Minh còn thực hiện nhiều nhiệm vụ tình báo bí mật, hỗ trợ các lực lượng kháng Nhật ở Đông Dương cho đến quý 2 năm 1945.
Mặc dù số lượng tàu chở dầu và tàu vận tải bị đánh chìm liên tục tăng cao, chính phủ Nhật vẫn tiếp tục duy trì các tuyến vận tải qua khu vực Biển Đông. Để tối thiểu hóa thiệt hại, các đoàn vận tải chỉ được phép di chuyển trên các lộ trình vạch sẵn, hoặc di chuyển gần bờ và chỉ được hoạt động vào ban đêm.
Quân Đồng Minh bắt đầu mở chiến dịch giải phóng Philippines vào ngày 25 tháng 10 năm 1944, mở màn bẳng cuộc đổ bộ vào Leyte ở miền trung Philippines. Sau khi thiết lập được căn cứ ở Leyte, người Mỹ đổ bộ vào đảo Mindoro vào ngày 13 tháng 12. Chiến dịch này được triển khai nhằm đánh chiếm các sân bay trong khu vực để có thể tái sử dụng cho các cuộc tấn công vào tuyến vận tải Nhật trên Biển Đông và hỗ trợ đợt đổ bộ sắp tới ở vịnh Lingaten ở Tây Bắc Luzon, dự kiến bắt đầu vào ngày 9 tháng 1 năm 1945.
Vào cuối năm 1944, Đô đốc William Halsey Jr., chỉ huy Đệ Tam Hạm đội, đã tìm cách tiến hành một cuộc đột kích vào khu vực Biển Đông và lên nhiều kế hoạch khác tương tự. Vào ngày 21 tháng 11 năm 1944, ông liên lạc với Đô đốc Chester W. Nimitz, tổng chỉ huy Hạm đội Thái Bình Dương, để xin phép bắt đầu các cuộc tấn công, nhưng bị Nimitz từ chối.

## Chuẩn bị
Vào tháng 12 năm 1944, Bộ Tư lệnh Hải quân Hoa Kỳ lo ngại rằng Hải quân Đế quốc Nhật Bản sẽ cố gắng cắt đứt các đường tiếp tế lên các bãi biển định trước tại vịnh Lingayen. Vào ngày 26 tháng 12, một lực lượng tàu chiến Nhật đóng tại vịnh Cam Ranh đã di chuyển và pháo kích vị trí quân Đồng Minh ở Mindoro, nhưng không gây ra thiệt hại nào. Một khu trục hạm của Nhật bị đánh chìm và những tàu còn lại đều chịu hư hại bởi đạn pháo và máy bay của hải quân Hoa Kỳ trước khi quay trở về vịnh Cam Ranh.
Dự đoán rằng trong tương lai người Nhật sẽ tiếp tục các cuộc tấn công như trên, bộ chỉ huy Hải quân Hoa Kỳ tin rằng cần phải tiêu diệt toàn bộ phần hạm đội còn lại của Nhật Bản, bức tường cuối cùng chia cắt vịnh Cam Ranh và vùng biển nội địa của Nhật Bản. Vào thời điểm đó, vùng biển nội địa của Nhật Bản vẫn nằm ngoài tầm hoạt động của các máy bay ném bom hạng nặng tầm xa của Hoa Kỳ, nên việc không kích tại khu vực Biển Đông là lựa chọn khả thi duy nhất để tấn công các tàu chiến của Hải quân Đế quốc Nhật Bản. Tình báo Hải quân Hoa Kỳ tin rằng người Nhật có hai thiết giáp hạm lớp Ise (Ise và Hyūga) đóng ở vịnh Cam Ranh. Halsey và Nimitz đã thảo luận về vấn đề không kích khu vực Biển Đông trong buổi tiệc Giáng Sinh năm 1944 tại căn cứ hải quân ở Ulithi, quần đảo Caroline. Vào ngày 28 tháng 12, Nimitz cho phép Halsey thực hiện các cuộc tấn công một khi hạm đội của ông không còn cần thiết cho việc hỗ trợ đổ bộ ở vịnh Lingayen và "nếu phát hiện một lực lượng hải quân lớn của người Nhật" trong khu vực." Halsey đã ban hành các kế hoạch đã chuẩn bị trước cho chiến dịch với cấp dưới của mình trong cùng ngày. Mục tiêu của nó là tấn công hạm đội và hàng hải Nhật Bản. Ngoài ra, người Mỹ tin rằng sự hiện diện của một lực lượng hùng hậu ở Biển Đông sẽ ngăn cản bất kỳ hoạt động nào của hải quân Nhật trong khu vực. Trong khi Không đoàn 14 được chỉ đạo tấn công các sân bay và cảng biển của Nhật Bản tại Hồng Kông để hỗ trợ cuộc đổ bộ ở Luzon, lực lượng này cũng không được thông báo về kế hoạch Đệ Tam Hạm đội sẽ tiến vào Biển Đông. Do không có sự thông báo trước nên đã không có hoạt động phối hợp nào của hai lực lượng trong giai đoạn diễn ra chiến dịch Gratitude.

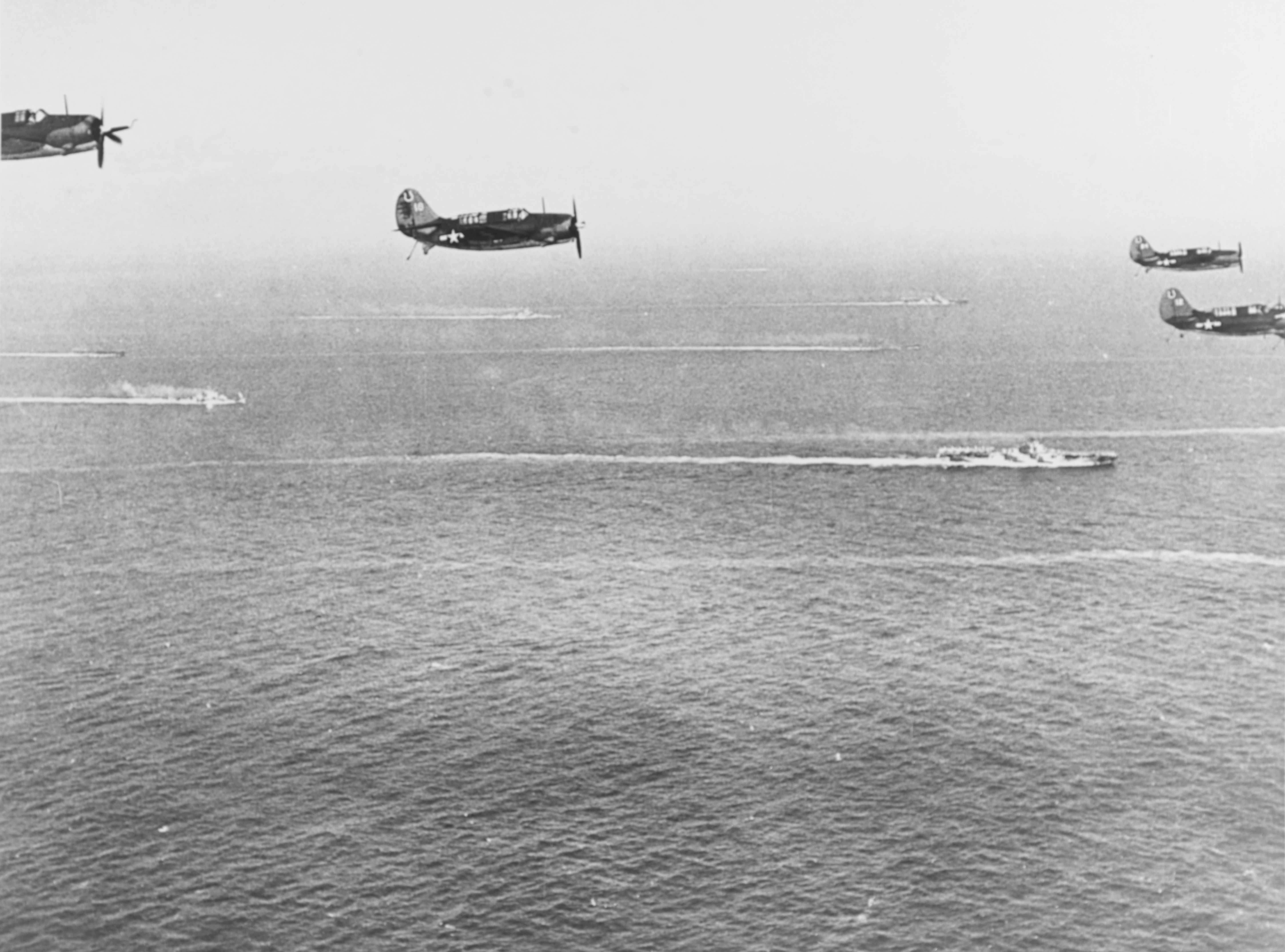
Lực lượng Đặc nhiệm 38 (TF 38) đang trở về Ulithi sau cuộc không kích ở vịnh Manila, Philippines, tháng 10 năm 1944.

Kế hoạch tấn công chỉ ra rằng Đệ Tam Hạm đội di chuyển vào Biển Đông thông qua eo biển Luzon trước khi đổi hướng về phía Tây-Nam. Máy bay cất cánh từ các hàng không mẫu hạm của hạm đội sẽ tấn công các vị trí của quân Nhật ở Formosa và hỗ trợ cho cuộc đổ bộ ở vịnh Lingayen vào ngày 9 tháng 1. Ba tàu ngầm của Đệ Thất Hạm đội sẽ trực sẵn ở Biển Đông để giải cứu các phi công của máy bay Mỹ bị bắn rơi hoặc phải hạ cánh khẩn cấp. Kế hoạch này đồng thời khiến Đệ Tam Hạm đội phải hoạt động gần khu vực đất liền hơn, nơi có nhiều sân bay của Nhật Bản, nên khả năng bị tấn công sẽ cao hơn. Tình báo Đồng Minh cũng cho rằng có khoảng 300 chiếc máy bay ở Formosa, khoảng 500 chiếc ở khu vục Nam Trung Quốc và Bắc Đông Dương, hơn 170 chiếc ở Nam Đông Dương, Burma và Thái Lan và khoảng 28 chiếc ở khu vực Đông Ấn Hà Lan. Phần lớn số máy bay này thuộc Không lực Lục quân Đế quốc Nhật Bản, nên kinh nghiệm tấn công tàu chiến sẽ không hiệu quả như máy bay của Hải quân, nhưng vẫn có khả năng sẽ diễn ra các cuộc tấn công cảm tử Thần Phong. Ngoài ra, thời tiết trong khu vực Biển Đông được dự đoán là khá cực đoan do hay bị ảnh hưởng bởi các cơn bão đầu tháng 1.

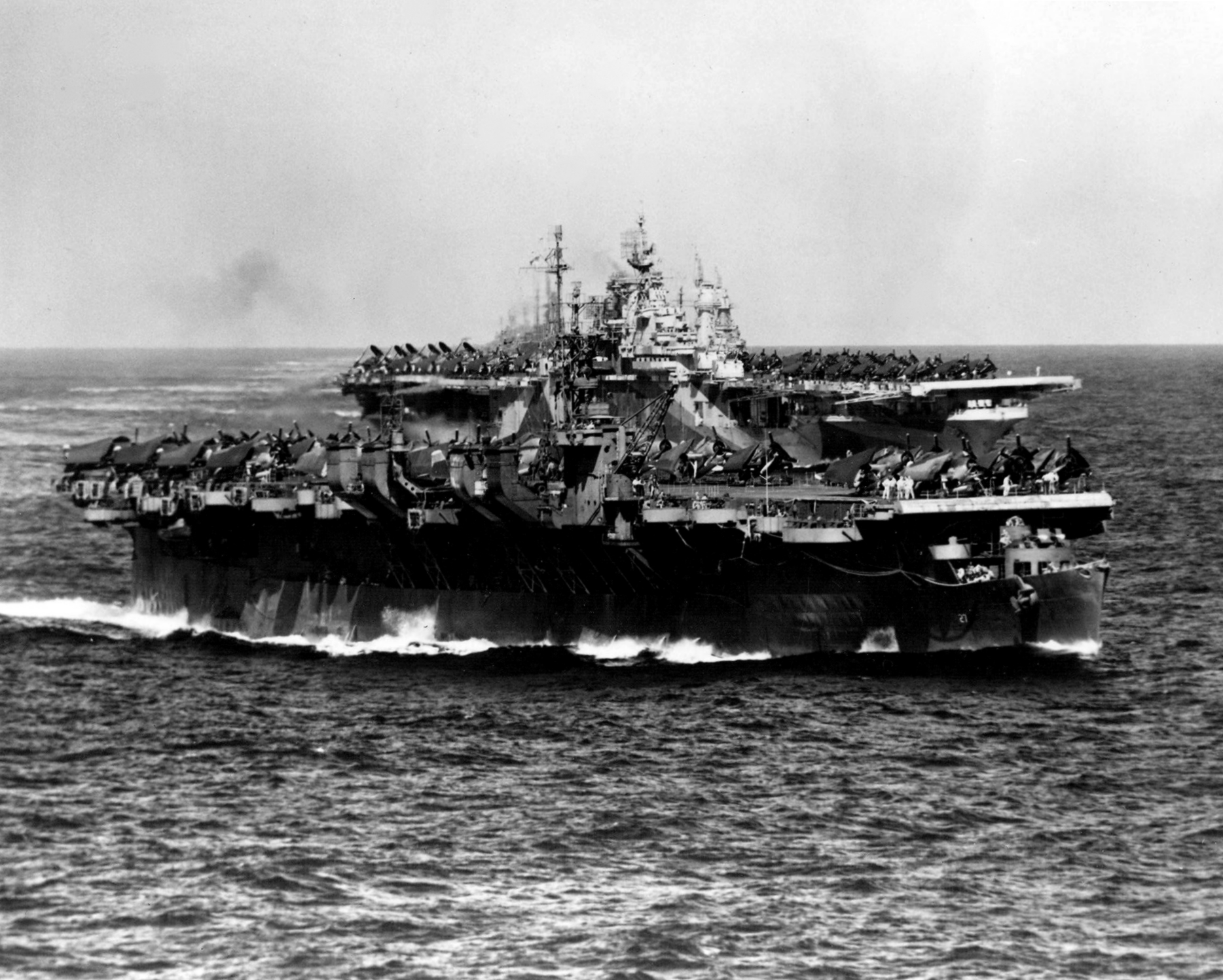
Nhóm Đặc nhiêm 38.3 (TG 38.3) trên đường quay về Ulithi sau cuộc không kích ở Philippines, ngày 12 tháng 12 năm 1944.

Vào tháng 1 năm 1945, Lực lượng Đặc nhiệm Hàng không mẫu hạm, quả đấm thép của Hải quân Hoa Kỳ ở Thái Bình Dương, được biên chế vào Đệ Tam Hạm đội. Lực lượng này thường xuyên được thay đổi biên chế giữa Đệ Tam Hạm đội của Đô đốc Halsey và Đệ Ngũ Hạm đội của Phó Đô đốc Raymond A. Spruance, và định danh lực lượng thường được đổi qua lại giữa Lực lượng Đặc nhiệm 38 (TF 38) và Lực lượng Đặc nhiệm 58 (TF 58). Dưới cái tên Lực lượng Đặc nhiệm 38 của Đệ Tam Hạm đội, lực lượng này được chỉ huy bởi Phó Đô đốc John S. McCain Sr. Vào tháng 1 năm 1945, Lực lượng Đặc nhiệm 38 bao gồm 900 máy bay, được tổ chức với ba nhóm đặc nhiệm hàng không mẫu hạm chủ lực và một nhóm đặc nhiệm chuyên các hoạt động ban đêm:
- Nhóm Đặc nhiệm 38.1 (TG 38.1) được chỉ huy bởi Chuẩn Đô đốc Arthur W. Radford (soái hạm Yorktown), bao gồm bốn hàng không mẫu hạm, hai thiết giáp hạm, sáu tuần dương hạm và 25 khu trục hạm.[25]
- Nhóm Đặc nhiệm 38.2 (TG 38.2) đựoc chỉ huy bởi Chuẩn Đô đốc Gerald F. Bogan (soái hạm Hornet), bao gồm bốn hàng không mẫu hạm, hai thiết giáp hạm, năm tuần dương hạm và 24 khu trục hạm.[26]
- Nhóm Đặc nhiệm 38.3 (TG 38.3) đựoc chỉ huy bởi Chuẩn Đô đốc Frederic C. Sherman (soái hạm Lexington), bao gồm 4 hàng không mẫu hạm, ba thiết giáp hạm, năm tuần dương hạm và 17 khu trục hạm.[27]
- Nhóm Đặc nhiệm 38.5 (TG 38.5) là nhóm tác chiến độc lập đặc biệt chuyên thực hiện các nhiệm vụ tấn công / trinh sát vào ban đêm và được sát nhập vào TG 38.2 trong các hoạt động vào ban ngày. TG 38.5 được chỉ huy bởi Chuẩn Đô đốc Matthias B. Gardner (soái hạm Enterprise), bao gồm hai hàng không mẫu hạm và sáu khu trục hạm.[28][29]

Một nhóm tàu lớn khác thuộc đội tàu hậu cần của hạm đội với định danh là Nhóm Đặc nhiệm 30.8 (TG 30.8), bao gồm phần lớn các đội tàu tiếp tế nhiên liệu, đạn dược, vài chiếc hàng không mẫu hạm hộ tống và nhiều khu trục hạm hộ tống. Ngoài ra còn có một hạm đội chuyên nhiệm vụ săn ngầm và hỗ trợ TG 30.8, với định danh Nhóm Đặc nhiệm 30.7 (TG 30.7), bao gồm một hàng không mẫu hạm hộ tống và ba khu trục hạm hộ tống,
Bất chấp những mối lo ngại của người Mỹ, hải quân Nhật Bản thực tế không có kế hoạch nào về việc tấn công các tuyến tiếp tế của quân Đồng Minh và không có hạm đội lớn nào đóng quân ở vịnh Cam Ranh. Vào ngày 1 tháng 1 năm 1945, cả hai thiết giáp hạm lớp Ise (Ise và Hyūga) và một số lượng nhỏ tàu chiến Nhật đều đang đóng tại Singapore, chỉ có những tàu hộ tống cỡ nhỏ đóng tại Cam Ranh. Trong khi Nhật Bản có một số lượng lớn máy bay được đặt tại các vùng lãnh thổ giáp Biển Đông do họ nắm giữ vào tháng 1 năm 1945, có tương đối ít phi công được đào tạo bài bản để vận hành chúng. Vào thời điểm này, Tổng hành dinh Đế quốc đang xem xét một cuộc tấn công lớn nhằm vào tuyến đường tiếp tế đến Vịnh Lingayen, nhưng vào ngày 20 tháng 1 năm 1945, Bộ Tổng hành dinh đã quyết định tập trung phần lớn nguồn lực để phòng thủ Nhật Bản và các khu vực xung quanh quốc đảo và chỉ tiến hành các hành động cầm cự ở những nơi khác. Do đó, lực lượng Nhật Bản tại khu vực Biển Đông vào thời điểm bị tấn công chỉ tập trung vào việc chuẩn bị chống lại các cuộc tấn công của quân Đồng Minh trong tương lai. Người Nhật tin rằng các lực lượng của Hoa Kỳ có khả năng sẽ đổ bộ vào Đông Dương một khi việc giải phóng Philippines được hoàn tất, và họ cũng lo ngại về các cuộc tấn công của người Anh vào khu vực này. Để có sự phối hợp tốt hơn giữa các lực lượng Nhật Bản ở khu vực Đông Nam Á, tất cả các đơn vị Lục quân và Hải quân Đế quốc Nhật Bản đều được đặt dưới sự chỉ huy của Tập đoàn quân Viễn chinh phương Nam vào tháng 1 năm 1945, do Nguyên soái đại tướng - Bá tước Hisaichi Terauchi làm tư lệnh. Sở chỉ huy của Hisaichi Terauchi được đặt tại Singapore.
Bất chấp những sự chuẩn bị này, người Nhật vẫn không thể chống trả lại các cuộc tấn công mạnh mẽ của người Mỹ nhằm vào tuyến vận tải của họ ở Biển Đông. Dù lực lượng tàu hộ tống đoàn tàu vận tải của Hải quân đã được mở rộng từ năm 1944, nhưng chúng vẫn không đủ để bảo vệ tàu hàng khỏi các đợt không kích. Loại tàu hộ tống phổ biến nhất, Kaibōkan, rất dễ bị tấn công trên không do chúng có tốc độ chậm và vũ khí phòng không yếu. Hải quân Nhật Bản cũng đã chỉ định một số máy bay chiến đấu để bảo vệ các đoàn tàu vận tải ở Biển Đông. Nhưng do có mâu thuẫn nặng nề với Lục quân Đế quốc Nhật Bản từ trước, bên Hải quân đã từ chối lời đề nghị cung cấp thêm máy bay chiến đấu cho bên Lục quân để bảo vệ tàu hàng, không lâu trước thời điểm diễn ra các cuộc tấn công của Đệ Tam Hạm đội vào Đông Dương thuộc Pháp.

## Diễn biến

### Tiến vào Biển Đông

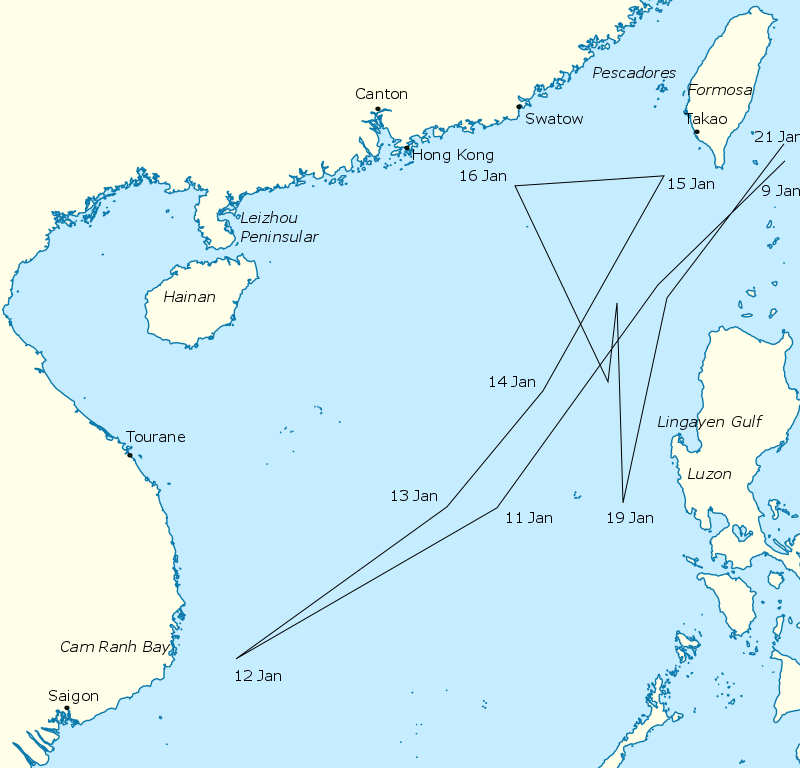
Lộ trình di chuyển và các mục tiêu không kích của Đệ Tam Hạm đội từ ngày 9 tới ngày 21 tháng 1 năm 1945.

Đệ Tam Hạm đội khởi hành từ Ulithi ngày 30 tháng 12 năm 1944. Vào ngày 3 và ngày 4 tháng 1, máy bay của hạm đội không kích dữ dội khu vực Formosa, Okinawa và các hòn đảo lân cận nhằm chuẩn bị cho cuộc đổ bộ của quân Đồng Minh tại vịnh Lingayen. Ngoài ra, máy bay còn tấn công các tàu hàng của Nhật Bản ở Formosa, đánh chìm ít nhất ba tàu vận tải và làm hư hại bốn tàu hộ tống. Theo yêu cầu của Đại tướng Douglas MacArthur, chỉ huy trưởng Mặt trận Tây Nam Thái Bình Dương. hạm đội tấn công vào các sân bay dã chiến của Nhật Bản tại Luzon vào ngày 6 và ngày 7 tháng 7. Trong khoảng thời gian đó, Phó Đô đốc Thomas C. Kinkaid, chỉ huy trưởng Đệ Thất Hạm đội chịu trách nhiệm cho cuộc đổ bộ tại vịnh Lingayen, đã yêu cầu Halsey có mặt tại khu vực phía Tây Luzon để làm nhiệm vụ hỗ trợ trên không. Halsey tin rằng hạm đội của ông không phù hợp với một nhiệm vụ thụ động như vậy, và thay vào đó, đã mở các cuộc tấn công tiếp theo vào các sân bay Nhật Bản ở phía nam Formosa, nơi gây ra mối đe dọa lớn nhất cho hạm đội của Kinkaid vào ngày 9 tháng 1. Trong buổi sáng ngày 9 tháng 1, Nimitz cho Đệ Tam Hạm đội ra khỏi khu vực vịnh Lingayen và tiến vào Biển Đông. Sau khi tất cả các máy bay đã hạ cánh vào buổi chiều hôm đó, Halsey ra lệnh thực hiện cuộc tấn công theo kế hoạch vào Biển Đông. Trong các hoạt động của hạm đội từ ngày 3 đến ngày 9 tháng 1, máy bay của Đệ Tam Hạm đội đã phá hủy hơn 150 máy bay Nhật Bản, nhưng bị mất 86 chiếc, trong đó có 46 chiếc do tai nạn.
Trong đêm ngày 9 và sáng ngày 10 tháng 1, phần lớn Đệ Tam Hạm đội cùng Nhóm Đặc nhiệm 30.7 đã đi qua Eo biển Bashi ở phía Bắc eo biển Luzon. Nhóm Đặc nhiệm 30.8 chỉ còn sáu tàu tiếp tế, hai hàng không mẫu hạm hộ tống và một phần lực lượng khu trục hạm hộ tống, và họ tiếp cận Biển Đông thông qua eo biển Balintang ở phía Bắc Luzon. Không hạm đội nào bị người Nhật phát hiện, dù máy bay tuần tra đêm của hàng không mẫu hạm hạng nhẹ Independence đã bắn hạ ba máy bay vận tải của Nhật đang bay từ Formosa tới Luzon. Hạm đội cũng nhận được báo cáo rằng một đoàn tàu vận tải lớn của Nhật Bản, gồm khoảng 100 tàu, đang đi dọc theo bờ biển phía nam Trung Quốc về phía Formosa trong đêm 9 và sáng 10 tháng 1, nhưng Halsey quyết định không tấn công vì điều đó sẽ làm lộ vị trí lực lượng của ông ở Biển Đông, và có thể khiến Hải quân Nhật phản ứng bằng việc rút các thiết giáp hạm của họ ra khỏi khu vực.
Dù đã lên kế hoạch tiếp nhiên liệu cho các khu trục hạm của hạm đội vào ngày 10 tháng 1, thời tiết xấu đã ngăn cản điều đó và hoạt động tiếp liệu phải dời sang ngày hôm sau, khi hạm đội đang di chuyển về phía Tây Nam. Sau khi các khu trục hạm được tiếp nhiên liệu, Đệ Tam Hạm đội tổ chức lại đội hình chiến đấu. 2 tuần dương hạm hạng nặng và 5 khu trục hạm được chuyển từ Nhóm Đặc nhiệm 38.1 sang Nhóm Đặc nhiệm 38.2. Nhóm Đặc nhiệm 38.2, dưới sự chỉ huy của Chuẩn Đô đốc Gerald F. Bogan, dự định tiến hành các cuộc không kích nhằm vào Vịnh Cam Ranh từ ba hàng không mẫu hạm chủ lực và một hàng không mẫu hạm hạng nhẹ vào sáng ngày 12 tháng 1. Hai thiết giáp hạm của Nhóm Đặc nhiệm, cùng với các khu trục hạm và tuần dương hạm, sẽ bắn phá khu vực và kết liễu các tàu bị hư hại trong các cuộc không kích. Các mục tiêu không kích sẽ được các đơn vị tình báo ở khu vực Đông Nam Á cung cấp. Đệ Tam Hạm đội nhanh chóng tiếp cận các khu vực mà không bị người Nhật phát hiện trong ngày 10 và 11 tháng 1.

### Các cuộc không kích tại khu vực phía Nam Đông Dương
Nhóm Đặc nhiệm 38.2 bắt đầu tiến vào gần vịnh Cam Ranh lúc 2 giờ tối 11 tháng 1, theo đó là Nhóm Đặc nhiệm 38.1 và 38.3, còn Nhóm Đặc nhiệm 30.8 thì ở lại khu vực trung tâm Biển Đông. Trước bình minh ngày 12 tháng 1, Nhóm Đặc nhiệm 38.5 cho phóng máy bay để xác định vị trí của các tàu neo đậu trong và xung quanh vịnh Cam Ranh. Sau khi thông báo lại vị trí về hạm đội, họ tiếp tục đi tìm kiếm hai thiết giáp hạm lớp Ise và các tàu chủ lực khác. Khi không tìm ra được những con tàu đó, đa phần người Mỹ tin rằng chúng đã được ngụy trang rất kĩ hoặc được neo đậu ở nơi nào đó kín kẽ. Phải mất đến vài tháng sau người Mỹ mới biết được rằng không hề có một con tàu chủ lực nào ở Cam Ranh ngày hôm đó. Lúc 6 giờ sáng ngày 12 tháng 1, Nhóm Đặc nhiệm 38.2 chỉ cách vịnh Cam Ranh 80 km. TG 38.2 cùng hai nhóm còn lại bắt đầu cho xuất kích đợt tấn công đầu tiên lúc 07:31 sáng, nửa tiếng trước khi mặt trời mọc. Vì người Nhật vẫn chưa biết được rằng vị trí của Đệ Tam Hạm đội đang rất gần với họ, nên họ không thể chuẩn bị cho các đợt không kích sắp tới.

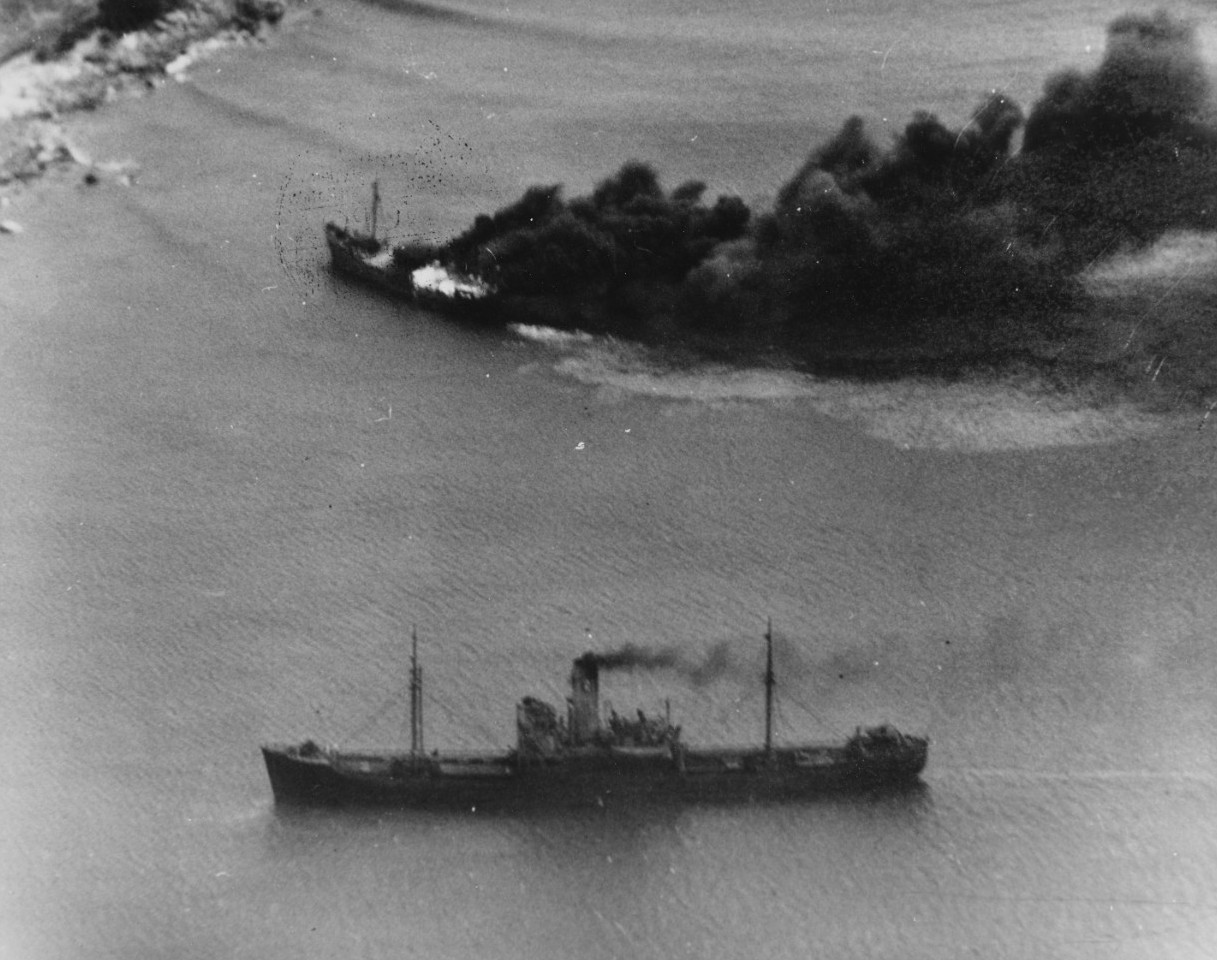
Hai tàu vận tải của Nhật Bản đang bị tấn công ở khu vực vịnh Quy Nhơn, ngày 12 tháng 1 năm 1945. Con tàu đang bốc cháy là tàu chở dầu Ayayuki Maru.

Các cuộc không kích gây ra nhiều tổn thất cho người Nhật. Hai đợt xuất kích đầu tiên của Nhóm Đặc nhiệm 38.3 đã tấn công một đoàn vận tải gồm mười tàu và được hộ tống bởi bảy tàu khác ở ngoài khơi Quy Nhơn. Cuộc tấn công dữ dội đã đánh chìm bốn tàu chở dầu, ba tàu hàng, tuần dương hạm hạng nhẹ Kashii và ba tàu hộ tống khác. Một nhóm vận tải nữa được phát hiện và bị tấn công ở gần khu vực Mũi Dinh, đánh chìm một tàu chở dầu, hai tàu kaibōkan và một tàu tuần tra cỡ nhỏ. Một đoàn tàu bao gồm bảy tàu vận tải cũng bị tấn công ở ngoài khơi Vũng Tàu, khiến hai tàu hàng, ba tàu chở dầu, ba tàu Kaibōkan và một tàu đổ bộ bị đánh đắm hoặc phải ủi vào bờ để mắc cạn.

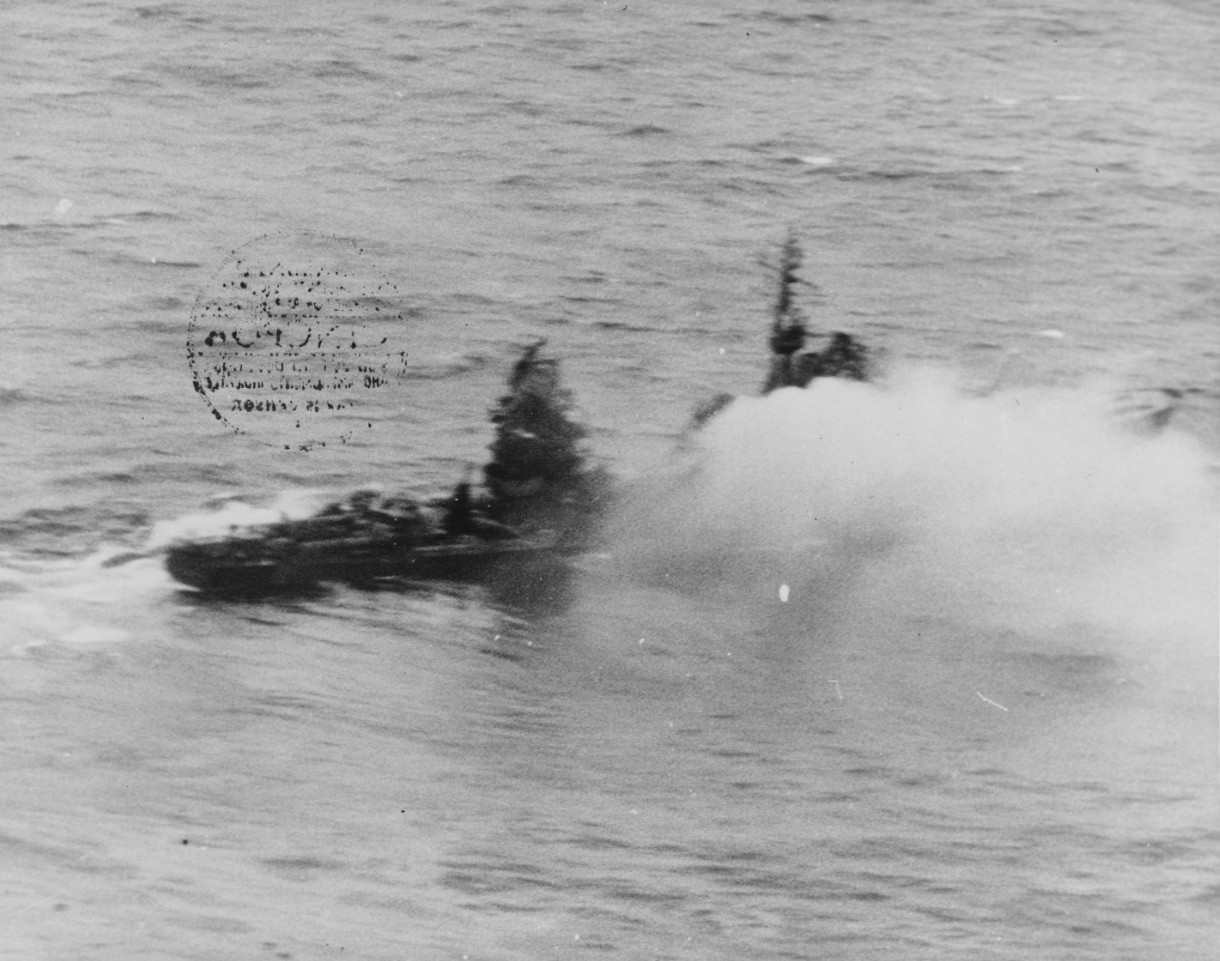
Một tàu Kaibōkan bốc cháy sau khi trúng bom của máy bay thuộc hàng không mẫu hạm Lexington, Mũi Dinh, Đông Dương, ngày 12 tháng 1 năm 1945.

Máy bay Mỹ cũng tham gia không kích hệ thống cảng ở xung quanh và trong khu vực Sài Gòn. Hai tàu chở hàng và một tàu chở dầu bị đánh chìm ở trên sông Sài Gòn, một chiếc khác bị chìm ở ngoài biển. Tuần dương hạm Lamotte-Picquet cũng bị tấn công và bị đánh chìm ở Sài Gòn, dù con tàu có treo cờ của Pháp. Nhiều tàu khác neo đậu xung quanh Sài Gòn bị hư hỏng nặng, bao gồm năm tàu vận tải, hai tàu chở dầu, ba tàu đổ bộ, hai đến bốn tàu kaibōkan, một tàu rải mìn và một tàu tuần tra cỡ nhỏ. Một số tàu phải ủi vào bờ để tránh bị chìm và bị phá hủy nặng nề bởi một cơn bão vài tháng sau đó. Số máy bay còn lại của Đệ Tam Hạm đội thực hiện các nhiệm vụ tuần tra dọc khu vực từ Đà Nẵng tới Sài Gòn và tấn công các sân bay, ụ tàu và các ụ nhiên liệu. Một trạm xe lửa ở Nha Trang và một cây cầu nối giữa Sài Gòn và Biên Hòa bị hư hại. Các đội tàu mặt nước, được tách ra khỏi Nhóm Đặc nhiệm 38.2 lúc 6h40 sáng để tiến vào vịnh Cam Ranh, bao gồm hai thiết giáp hạm, năm tuần dương hạm và 12 khu trục hạm, không tìm thấy bất kì tàu Nhật nào.
Cuộc tấn công trong ngày 12 tháng 1 đạt được nhiều thành công. Tổng cộng 46 tàu các loại của Nhật Bản bị đánh chìm, bao gồm 33 tàu vận tải với tổng tải trọng lên 142.285 tấn, 12 tàu trong số các tàu vận tải đó là tàu chở dầu. 13 tàu chiến bị đánh chìm bao gồm tuần dương hạm hạng nhẹ Kashii, bảy tàu kaibōkan (CD-17, CD-19, CD-23, CD-35, CD-43, CD-51, Chiburi), hai tàu săn ngầm (Ch 31, Ch 43), một tàu quét mìn (W.101), một tàu tuần tra (Tàu tuần tra số 103), một tàu rải mìn (Otowa Maru) và một tàu đổ bộ (T-140). Phi công Mỹ cũng bắn hạ 15 máy bay và phá hủy 20 thủy phi cơ ở vịnh Cam Ranh và 77 chiếc nữa ở các sân bay khác nhau. Đệ Tam Hạm đội mất 23 máy bay. Nhiều phi công Mỹ bị bắn rơi được giải cứu bởi những người dân địa phương và chính quyền thuộc địa Pháp. Họ từ chối giao nộp phi công Mỹ cho quân Nhật và thay vào đó, họ giúp những người phi công tìm đường trốn thoát qua biên giới Trung Quốc. Phần lớn những phi công Mỹ bị bắn rơi tại Đông Dưong trong ngày 12 tháng 1 đều trốn thoát thành công về Trung Quốc và sau đó trở về nước.

### Các cuộc không kích ở Formosa
Lúc 07:31 chiều 12 tháng 1, Đệ Tam Hạm đội thay đổi lộ trình và di chuyển lên hướng Đông-Bắc để tập hợp với Nhóm Đặc nhiệm 30.8. Lộ trình này được giữ nguyên tới ngày 13 để tránh bão và máy bay trinh sát Nhật Bản. Biển động mạnh khiến việc tiếp nhiên liệu gặp nhiều khó khăn, nhưng họ vẫn hoàn thành việc tiếp liệu cho toàn bộ khu trục hạm đến ngày 13 tháng 1. Trong ngày đó, Đô đốc Ernest King, Tham mưu trưởng Hải quân Hoa Kỳ, đã ra lệnh cho Đệ Tam Hạm đội "di chuyển vào những vị trí chiến lược để ngăn chặn lực lượng của kẻ thù tiếp cận vịnh Lingayen từ phía Bắc và phía Nam". Trong lúc chuyển lệnh cho Halsey, Nimitz cho phép Halsey bắt đầu tấn công Hồng Kông nếu không xác định được thêm những mục tiêu quan trọng hơn.
Vào ngày 14 tháng 1, các tàu chiến Mỹ tiếp tục nhiệm vụ tiếp nhiên liệu dù thời tiết rất xấu. Phần lớn các tàu chủ lực đều được bơm đầy lên tới 60% dung tích chứa của tàu. Điều này đã khiến nguồn dự trữ dầu của Nhóm Đặc nhiệm 30.8 gần như bị cạn kiệt, khiến họ sau đó phải tách khỏi hạm đội để tập hợp với các tàu tiếp dầu khác gần Mindoro. Sau khi hoàn tất việc tiếp nhiên liệu, Halsey cho hạm đội di chuyển về phía Bắc để tấn công Formosa. Điều kiện thời tiết vẫn tiếp tục xấu tới những ngày tiếp theo, và lúc 3 giờ sáng ngày 15 tháng 1, McCain khuyến nghị Halsey rằng nên hủy bỏ các đợt xuất kích và cho hạm đội di chuyển về phía Nam. Dù vậy, Halsey vẫn quyết định cho di chuyển về phía Bắc để chuẩn bị tấn công. Trong ngày hôm đó, Halsey đã cho máy bay xuất kích để làm nhiệm vụ trinh sát các khu vực Hạ Môn, Đảo Hải Nam, Hồng Kông, Quần đảo Bành Hồ và Sán Đầu để tìm kiếm vị trí của các thiết giáp hạm lớp Ise. Hàng không mẫu hạm Enterprise, 1 hàng không mẫu hạm làm nhiệm vụ ban đêm, đã phóng các máy bay của mình lúc bốn giờ sáng ngày hôm đó.

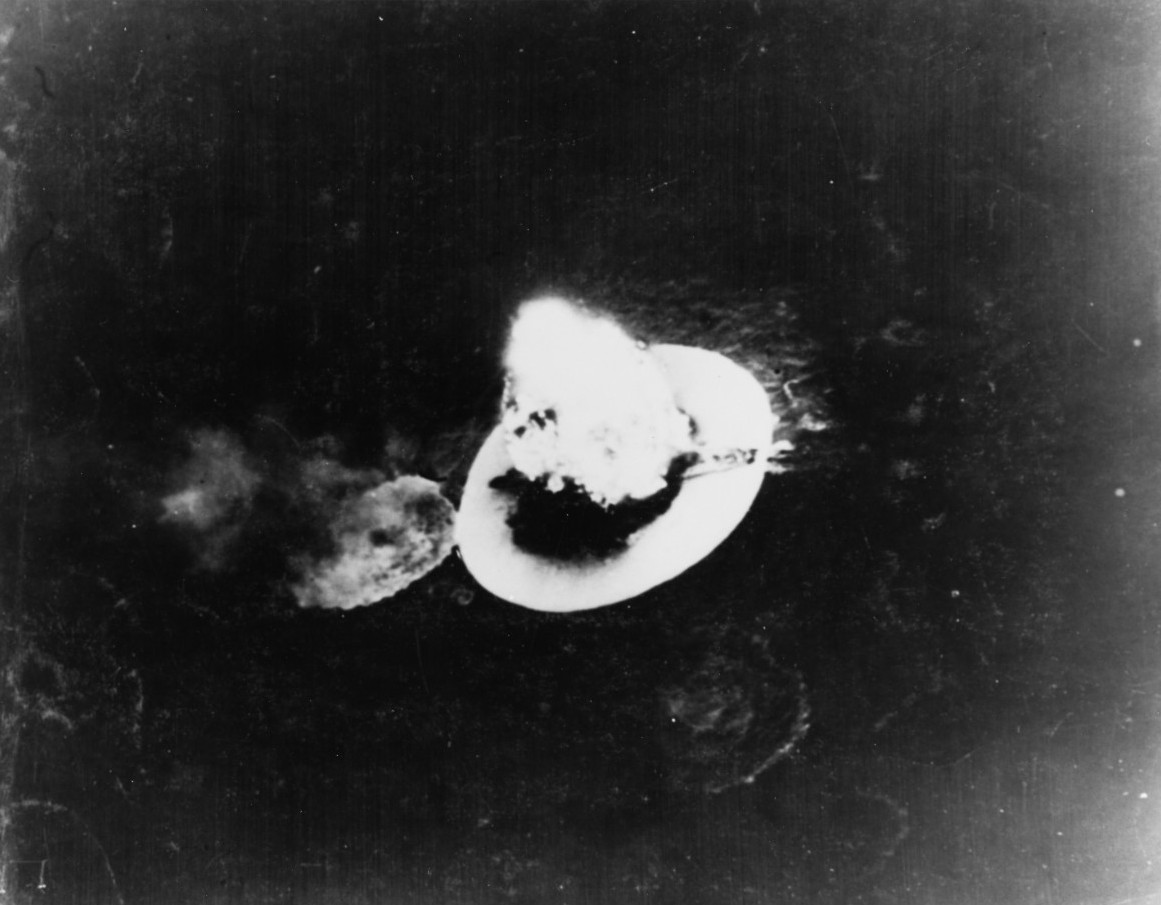
Tàu đổ bộ T.14 của Nhật Bản phát nổ sau khi trúng bom của máy bay Mỹ, thành phố Cao Hùng, Đài Loan, ngày 15 tháng 1.

Các đợt xuất kích được bắt đầu lúc 7:30 sáng ngày 15 tháng 1, lúc đó Đệ Tam Hạm đội cách khu vực Hồng Kông khoảng 410 km về phía Đông Đông-Nam và cách Formosa khoảng 270 km về phía Đông-Nam. Mười đợt máy bay được lệnh tiến về Formosa và 6 đợt khác tiến về các sân bay ở dọc bờ biển Trung Quốc. Ngoài ra, có 8 đợt khác tham gia tấn công vào các tuyến vận tải ở khu vực Cao Hùng và Đào Viên của Formosa. Dù xác định được các vị trí của tàu Nhật Bản, phần lớn các tốp máy bay gặp nhiều khó khăn vì thời tiết xấu và hỏa lực phòng không mạnh. Khu trục hạm Hatakaze và tàu đổ bộ T.14 bị đánh chìm ở cảng thành phố Cao Hùng và một tàu chở dầu khác bị hư hỏng nặng và buộc phải ủi vào bờ. Nhiều cuộc xuất kích phải chuyển hướng sang Mã Công và quần đảo Bành Hồ, nơi có thời tiết ôn hòa hơn, và đánh chìm khu trục hạm Tsuga. Phi công Mỹ ghi nhận rằng họ đã bắn hạ 16 máy bay Nhật và phá hủy 18 chiếc đang đậu trên sân trong ngày hôm đó; 12 máy bay Mỹ bị bắn rơi hoặc gặp tai nạn. Lúc 4:44 chiều, hạm đội chuyển hướng về phía Hồng Kông và các khu vực phía Nam Trung Quốc để chuẩn bị cho các cuộc tấn công vào ngày tiếp theo.

### Không kích Hồng Kông và các khu vực phía Nam Trung Quốc
Hồng Kông bị người Nhật chiếm đóng vào tháng 12 năm 1941, và trở thành một căn cứ hải quân và hậu cần quan trọng trong khu vực. Các đơn vị Không lực Lục quân của người Mỹ đóng tại Trung Quốc đã liên tục tấn công Hồng Kông từ tháng 10 năm 1942. Phần lớn các cuộc không kích chỉ sử dụng các máy bay cỡ nhỏ, và các mục tiêu trong cảng được các nhóm du kích Trung Quốc báo cáo về thường xuyên. Từ tháng 1 năm 1945, Hồng Kông liên tiếp bị không kích bởi máy bay ném bom Mỹ.

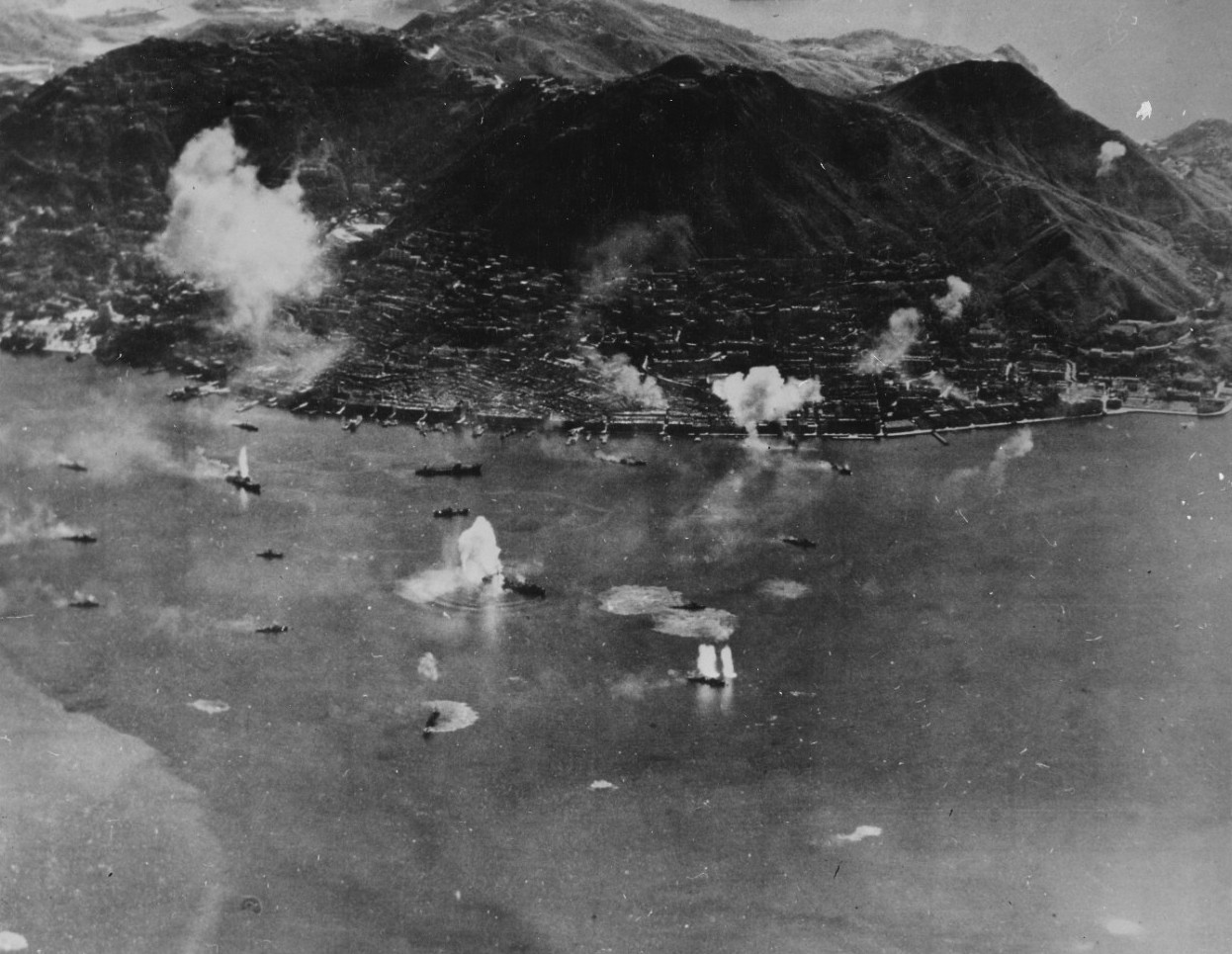
Tàu Nhật Bản neo đậu tại cảng Hồng Kông đang bị tấn công dữ dội bởi máy bay Hải quân Hoa Kỳ, ngày 16 tháng 1 năm 1945.

Cuộc tấn công của Đệ Tam Hạm đội bắt đầu vào ngày 16 tháng 1 và đợt xuất kích đầu tiên khởi hành lúc 7:32 sáng. Mục tiêu chính của cuộc không kích là Hồng Kông, với sự tham gia của 138 máy bay vào buổi sáng và 158 chiếc vào buổi chiều. Máy bay Mỹ đánh chìm năm tàu chở hàng cỡ lớn và một tàu chở dầu, và làm hư hại nhiều chiếc khác. Sân bay Kai Tak bị ném bom hư hỏng nặng và toàn bộ số máy bay đậu trên mặt đất ngày hôm đó đều bị phá hủy. Hệ thống ụ tàu Cửu Long và Thái Cổ cũng bị hư hỏng nặng. Nhiều mục tiêu khác, bao gồm ụ khô ở Aberdeen và tuyến đường sắt Cửu Long-Tổng Can cũng bị tấn công bởi máy bay Mỹ. Các khu làng ở Hồng Khám, gần khu vực ụ khô Cửu Long cũng bị ném bom khiến hàng trăm thường dân thiệt mạng và bị thương. Khu trại Stanley bị trúng 1 quả bom, khiến 14 thường dân phương Tây bị giam giữ ở đó thiệt mạng. Phi đoàn Trinh sát Chiến thuật 118 của Không đoàn 14 cũng tham gia tấn công tàu hàng ở Hồng Kông vào ngày 16 tháng 1 nhưng đã không có sự phối hợp với các đội bay bên Hải quân. Đây là cuộc không kích lớn nhất nhằm vào Hồng Kông trong Thế chiến II.
Các đơn vị đồn trú của Nhật Bản tại Hồng Kông đã chống trả quyết, sử dụng các chiến thuật phòng không đặc biệt hiệu quả mà người Mỹ chưa từng gặp phải trước đây. Một báo cáo của Hải quân Hoa Kỳ mô tả hỏa lực phòng không mà chiếc máy bay phải đối mặt là "dữ dội đến khó tin". Các đội máy bay ném ngư lôi TBF Avenger được điều động đến Hồng Kông đã chịu tổn thất rất nặng nề do các đợt tấn công tầm thấp của chúng dễ bị hỏa lực phòng không bắn trả.
Thuộc địa Ma Cao của Bồ Đào Nha cũng bị tấn công. Dù Bồ Đào Nha tuyên bố trung lập từ năm 1939, chính phủ thuộc địa đã buộc phải chấp nhận sự hiện diện của các "cố vấn" Nhật Bản kể từ năm 1943 và đã mua bán vũ khí để lấy lương thực. Mục tiêu chính của cuộc đột kích là một kho dự trữ nhiên liệu hàng không tại Căn cứ Không quân Hải quân Ma Cao. Hai binh sĩ và một số dân thường thiệt mạng. Các đơn vị đồn trú của Ma Cao không có vũ khí phòng không hiệu quả nên đã không bắn hạ được một máy bay Mỹ nào.
Các cuộc tấn công khác đã được thực hiện nhằm vào các địa điểm ở miền nam Trung Quốc trong ngày 16 tháng 1. Các cuộc tấn công nhằm vào thành phố Tổng Can, và hai cuộc đột kích và hai cuộc truy quét bằng máy bay chiến đấu nhằm vào các địa điểm ở Hải Nam. Ngoài ra, máy bay chiến đấu đã tấn công các sân bay dọc theo bờ biển Trung Quốc giữa Bán đảo Lôi Châu ở phía tây đến Sán Đầu ở phía đông, nhưng chỉ gặp sự kháng cự yếu ớt của một ít máy bay Nhật Bản.
Thương vong của người Mỹ vào ngày 16 tháng 1 là 22 máy bay bị bắn rơi trong chiến đấu và 27 máy bay bị mất trong các vụ tai nạn. Người Nhật tuyên bố chỉ riêng Hồng Kông đã bắn rơi mười máy bay. Các phi công của Hải quân Hoa Kỳ báo cáo đã tiêu diệt 13 máy bay Nhật Bản. Ít nhất 4 phi công Mỹ đã bị bắt làm tù binh sau khi máy bay của họ bị bắn rơi gần Hồng Kông, và bảy người khác may mắn trốn thoát và đến được các vùng tự do của quân Đồng Minh ở Trung Quốc. Một trong những tù nhân Mỹ (Trung úy Richard L. Hunt) sau đó đã bị sát hại bằng cách tiêm thuốc độc tại trại tù binh chiến tranh Ōfuna ở Nhật Bản.

### Rút lui khỏi Biển Đông
Sau khi hoàn tất các cuộc không kích vào ngày 16 tháng 1, Đệ Tam Hạm đội chuyển hướng về phía Nam để tiếp nhiên liệu. Do điều kiện thời tiết tiếp tục có diễn biến xấu vào ngày tiếp theo nên việc tiếp nhiên liệu đã không được hoàn thành. Thời tiết trở nên tệ hơn vào ngày 18 tháng 1, khiến các hoạt động tiếp liệu gần như không thể thực hiện được. Trong khoảng thời gian đó, các cơ quan tuyên truyền của Nhật Bản liên tục tuyên bố rằng hạm đội của người Mỹ đang bị "mắc kẹt trong chai" và sẽ bị tiêu diệt nếu nó cố gắng thoát ra khỏi Biển Đông. Được các chuyên gia khí tượng báo cáo về tình hình thời tiết sẽ tiếp tục xấu tới ngày 19, Halsey quyết định cho hạm đội rút lui khỏi Biển Đông thông qua eo biển Surigao ở miền trung Philippines thay vì đi lên hướng Bắc và vòng qua Luzon. Nhưng khi Nimitz biết được điều này, ông đã yêu cầu hạm đội phải đi qua eo biển Luzon, mặc dù Halsey được toàn quyền đưa ra quyết định cuối cùng về lộ trình của lực lượng. Nimitz cho rằng nếu Halsey cho đi qua khu vực trung tâm Philippines thì sẽ bị các đơn vị đồn trú của Nhật Bản đóng tại các đảo xung quanh phát hiện, dẫn đến khả năng sẽ bị Hải quân Nhật Bản tổ chức tấn công dọc tuyến đường này. Ngoài ra, việc đi lên hướng Bắc sẽ giúp hạm đội của Halsey có nhiều vị trí tốt để thực hiện các cuộc tấn công tiếp theo, bao gồm Formosa và quần đảo Ryuku.
Halsey đã quyết định theo ý của Nimitz. Sau khi hạm đội của ông hoàn thành việc tiếp nhiên liệu vào ngày 19 tháng 1, họ bắt đầu di chuyển lên hướng bắc về eo biển Balintang, tuy vậy, Nhóm Đặc nhiệm 30.8 đã tách ra khỏi hạm đội và đi qua eo biển Surigao. Trong ngày 20 tháng 1, hạm đội đi qua eo biển Balintang với sự dẫn đầu của một hải đoàn khu trục hạm. Nhiều máy bay Nhật được radar phát hiện trong thời gian này và 15 chiếc trong số đó, đang làm nhiệm vụ sơ tán các quân nhân thuộc Không lực Lục quân Đế quốc Nhật Bản ra khỏi Luzon, bị bắn hạ. Hạm đội của Halsey đi qua eo biển thành công lúc 22:00 cùng ngày mà không gặp bất kỳ cuộc tấn công nào của Nhật Bản.

## Kết quả
Chiến dịch Gratitude được coi là một thành công của người Mỹ. Từ ngày 10 tới ngày 20 tháng 1, Đệ Tam Hạm đội của Halsey đã đi một quãng đường hơn 6.000 km mà không gặp phải bất kỳ cuộc phản công và thương vong nghiêm trọng nào. Nimitz sau đó đã tuyên bố rằng "cuộc đột kích vào Biển Đông đã được lên kế hoạch rất kĩ lưỡng và đã được thực hiện một cách xuất sắc" và đề cao chiến công của các các hạm đội hậu cần. Nimitz cũng cho rằng ông tiếc vì đã không tìm được một tàu chiến chủ lực nào của Nhật Bản trong các khu vực bị tấn công. Năm 1995, nhà sử học John Prados đã viết rằng "những tổn thất của đội tàu vận tải ở ngoài khơi Đông Dương là thành công quan trọng nhất của toàn bộ chiến dịch Gratitude". Nhà sử học Mark P. Parillo nhận xét vào năm 1993 rằng việc đánh chìm 25 tàu vận tải của Nhật Bản là "dấu chấm hết cho bất kỳ hoạt động kháng cự lâu dài nào của Nhật Bản".
Bộ Tư lệnh Nhật Bản tin rằng cuộc không kích này là sự chuẩn bị cho các chiến dịch đổ bộ vào miền Nam Trung Quốc nên năm sư đoàn bộ binh đã được thuyên chuyển về khu vực này để ngăn chặn các cuộc đổ bộ đó. Ba trong số năm sư đoàn sau này được chuyển về nơi khác sau khi người Mỹ mở chiến dịch đánh chiếm đảo Iwo Jima vào tháng 3 năm 1945, bằng chứng cho thấy khu vực Hồng Kông-Tổng Can đã bị bỏ qua trong các chiến dịch đổ bộ của quân Đồng Minh.

## Diễn biến tiếp theo

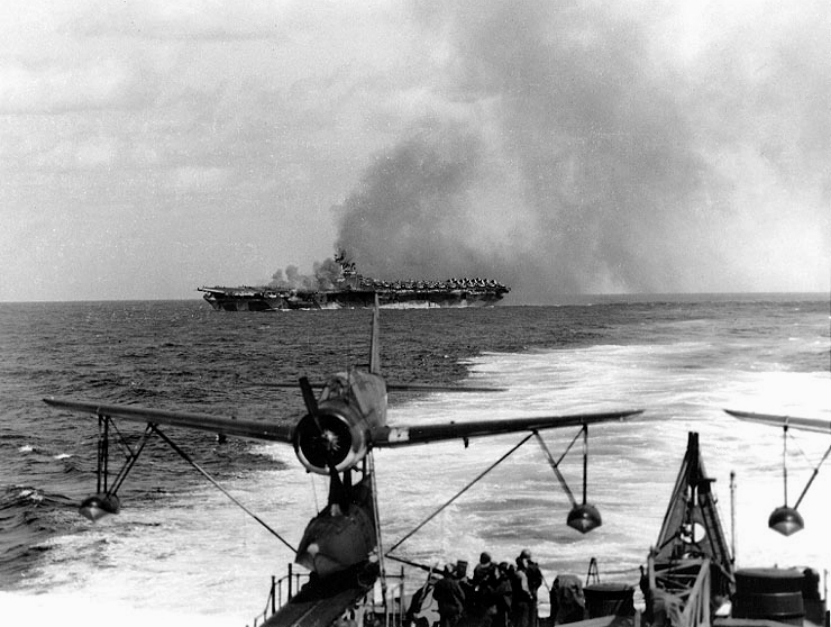
Hàng không mẫu hạm Ticonderoga bốc cháy sau khi bị máy bay cảm tử Thần Phong đâm trúng ở ngoài khơi Formosa, 21 tháng 1 năm 1945.

Sau khi triệt thoái khỏi Biển Đông, Đệ Tam Hạm đội tiếp tục thực hiện những nhiệm vụ tiếp theo. Họ không kích các sân bay và cảng biển ở Formosa một lần nữa vào ngày 21 tháng 1, khiến mười tàu vận tải bị đánh chìm ở Cao Hùng. Nhưng các cuộc phản công của Nhật Bản đã gây ra nhiều thiệt hại cho người Mỹ. Hàng không mẫu hạm hạng nhẹ Langley bị một chiếc máy bay đem theo hai quả bom đâm trúng và hàng không mẫu hạm Ticonderoga bị trúng hai máy bay cảm tử Thần Phong. Khu trục hạm Maddox cũng bị trúng một máy bay Thần Phong nhưng chỉ gặp thiệt hại nhẹ. Kì hạm của McCain, chiếc Hancock, gặp thiệt hại nghiêm trọng sau khi một quả bom bị bung ra khỏi chiếc TBF Avenger đang hạ cánh và phát nổ trên đường băng. Hancock và Ticonderoga sau đó được tách khỏi hạm đội và trở về Ulithi để sửa chữa. Vào ngày 22 tháng 1, những con tàu còn lại tiếp cận và tấn công quần đảo Ryukyu. Nhiệm vụ chính của chiến dịch này chủ yếu thu thập những bức ảnh chụp đảo Okinawa để giúp lên kế hoạch đổ bộ xâm chiếm đảo, đồng thời tấn công các sân bay và tàu hàng. Sau khi hoàn thành nhiệm vụ, hạm đội chuyển hướng về phía Nam và quay về Ulithi vào tối 22 tháng 1 và đến nơi vào ngày 25 tháng 1. Ngày 26 tháng 1, Halsey bàn giao TF 38 cho Đô đốc Spruance, và trở thành một phần của Đệ Ngũ Hạm đội.

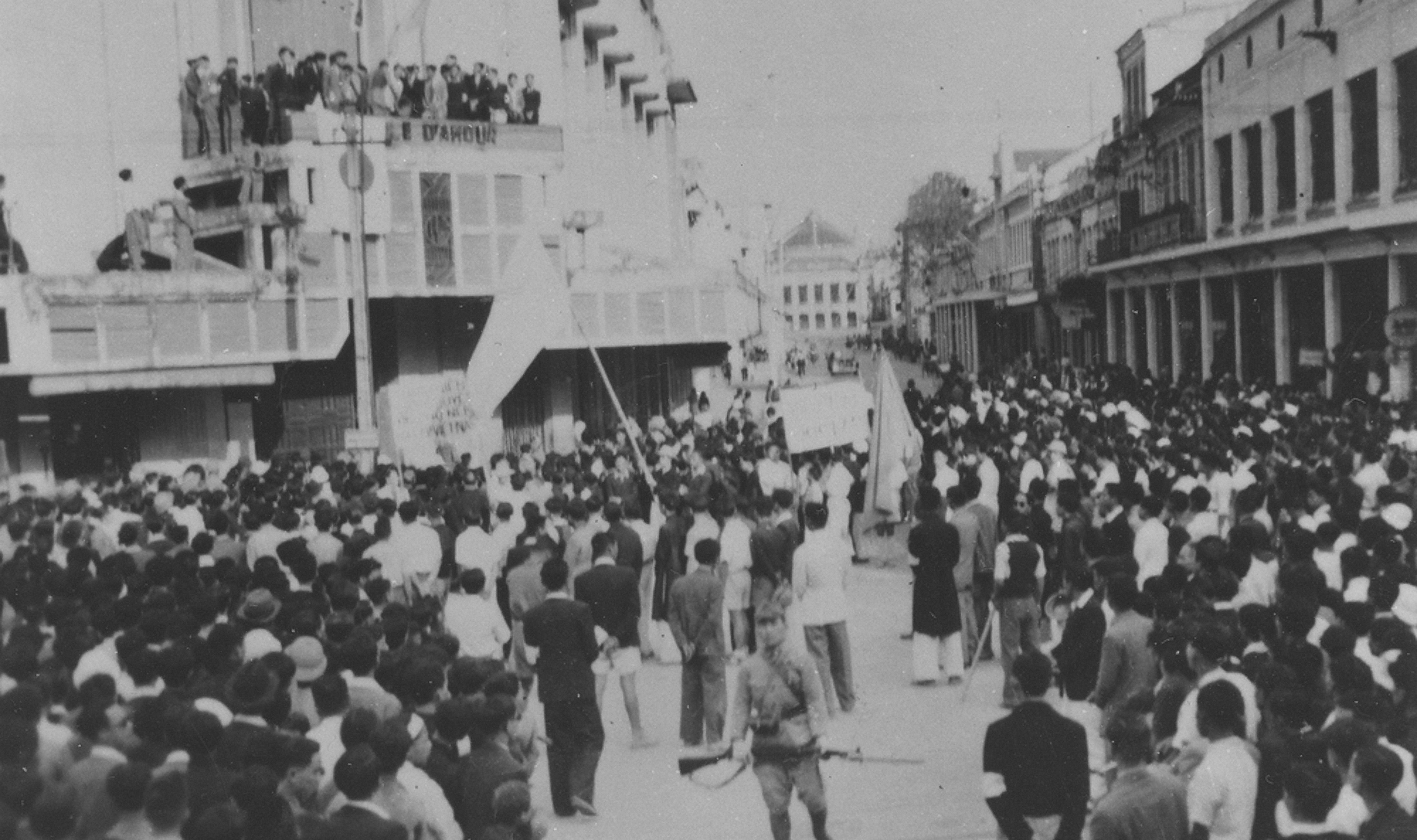
Buổi mít tinh của Đại Việt Quốc gia Xã hội Đảng trên phố Paul Bert (nay là phố Tràng Tiền), Hà Nội, ngày 9 tháng 3 năm 1945.

Cuộc tập kích đã góp phần khiến quân đội Nhật phải chiếm Đông Dương khỏi tay người Pháp. Tổng chỉ huy lực lượng Nhật Bản ở Đông Dương, Trung tướng Tsuchihashi Yuitsu, tin rằng cuộc không kích này là sự chuẩn bị cho một cuộc xâm lược sắp tới của Đồng Minh vào Đông Dương. Thực tế, Tổng Thống Franklin D. Roosevelt đã quyết định rằng Hoa Kỳ sẽ không đổ bộ vào khu vực Đông Dương và không hề có kế hoạch cho việc đó. Để chuẩn bị cho cuộc xâm lược của quân Đồng Minh và dập tắt ý định nổi dậy của người Pháp, ngày 26 tháng 2, chính phủ Nhật Bản đã cho phép bộ chỉ huy quân sự ở Đông Dương tiến hành kế hoạch tiếp quản sau khi đã hoàn tất mọi sự chuẩn bị. Cuộc đảo chính diễn ra vào ngày 9 tháng 3, các lực lượng Nhật Bản nhanh chóng đánh bại các đơn vị đồn trú của Pháp và chiếm toàn bộ trụ sở các cơ quan chủ chốt ở Đông Dương. Sau khi đảo chính Pháp và bộ máy hành chính của Pháp tại Đông Dương tan rã, người Nhật thành lập Đế quốc Đại Nam thân Nhật và đưa Hoàng đế Bảo Đại lên nắm quyền.
Chính phủ Bồ Đào Nha sau đó đã đệ đơn phản đối về việc máy bay của Hải quân Hoa Kỳ đã tấn công và vi phạm quyền trung lập của Ma Cao trong cuộc không kích ngày 16 tháng 1. Chính phủ Hoa Kỳ sau đó lên tiếng xin lỗi về sự cố trên vào ngày 20 tháng 1. Một toàn án điều tra chính thức được tiến hành, và vào năm 1950, Hoa Kỳ đã bồi thường chính phủ Bồ Đào Nha 20,3 triệu USD cho những thiệt hại họ gây ra cho bến cảng Ma Cao ngày 16 tháng 1 năm 1945 và các sự cố khác gây ra trong cuộc không kích từ ngày 11 tới ngày 25 tháng 1 năm 1945.
Các cuộc tấn công bằng Không quân và Hải quân Đồng Minh nhằm vào các tuyến vận tải của Nhật Bản trên Biển Đông tiếp tục được mở rộng trong những tháng đầu của năm 1945 sau khi nhiều đơn vị ném bom của Mỹ được chuyển đến các căn cứ ở Philippines. Các máy bay tuần tra và ném bom hạng trung đã hoạt động liên tục từ khu vực Philippines tới Đông Ấn Hà Lan từ tháng 2. Dù các tàu ngầm của Đồng minh và các máy bay này không ngăn cản được cuộc chạy trốn của các thiết giáp hạm lớp Ise khi chúng đi từ Singapore đến Nhật Bản trong Chiến dịch Kita vào giữa tháng 2, nhưng các máy bay ném bom hạng trung đã đánh chìm một số lượng lớn các tàu buôn Nhật Bản vào cuối tháng đó. Các đội bay ném bom hạng trung và hạng nặng đã liên tiếp tổ chức các đợt ném bom vào các cảng ở khu vực Nhật Bản kiểm soát khắp khu vực quanh Biển Đông những tháng sau đó. Do ảnh hưởng của những đợt tấn công trên, Nhật Bản đã ngừng mọi tuyến vận tải hàng hóa qua Biển Đông từ tháng 4 năm 1945.

## Ảnh

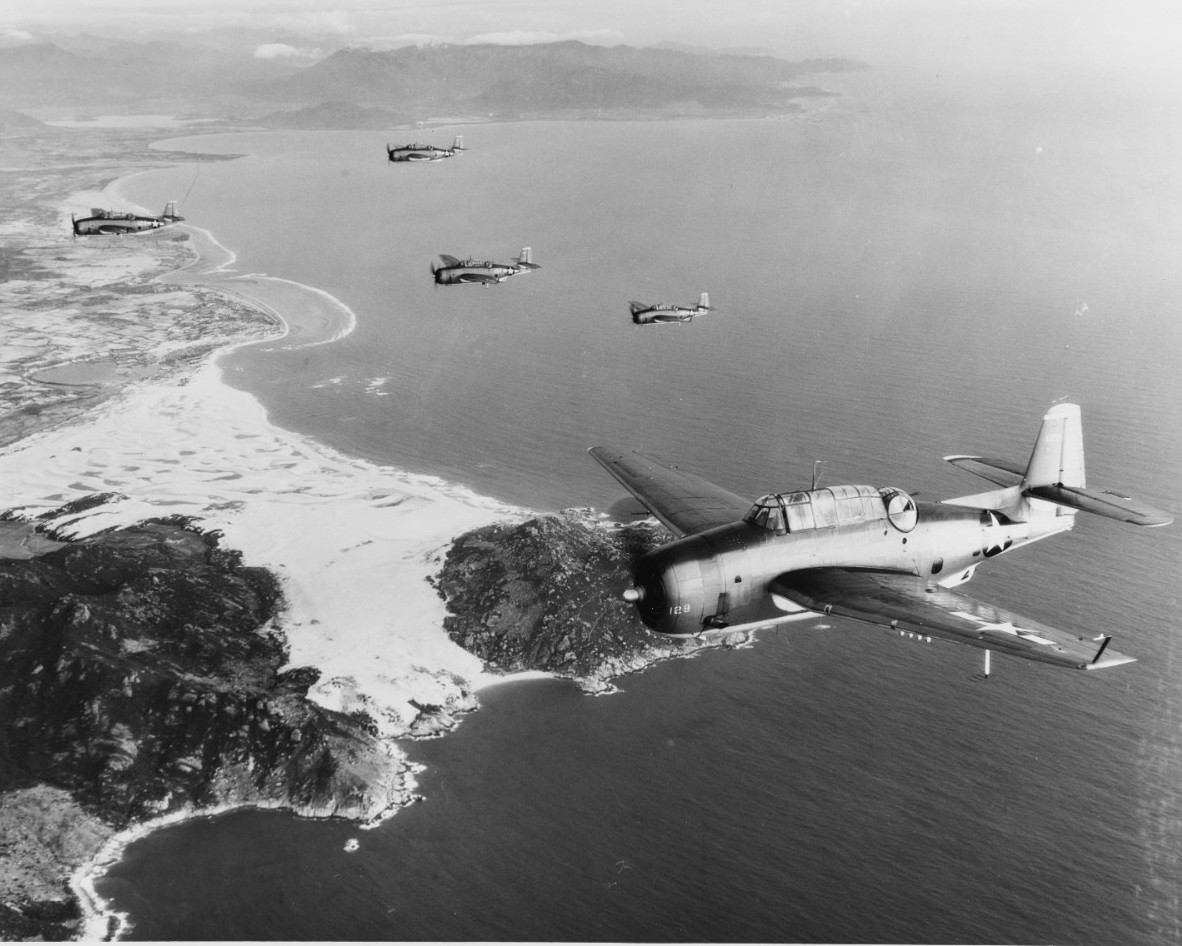
Một nhóm máy bay TBF Avenger cất cánh từ USS Essex đang bay qua khu vực Mũi Dinh để tiến vào khu vực Sài Gòn.
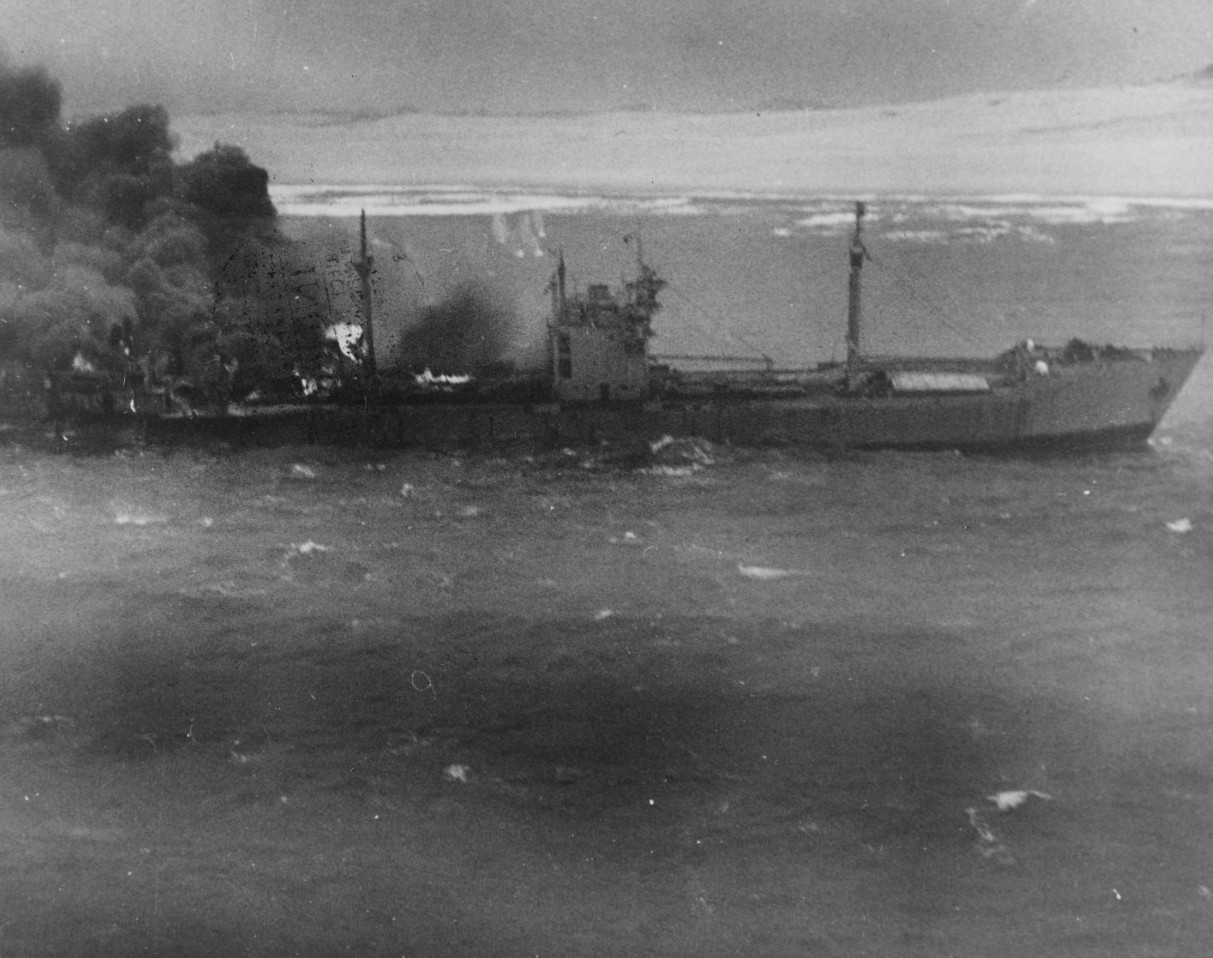
Một tàu vận tải Nhật bốc cháy ở ngoài khơi Vịnh Qui Nhơn.
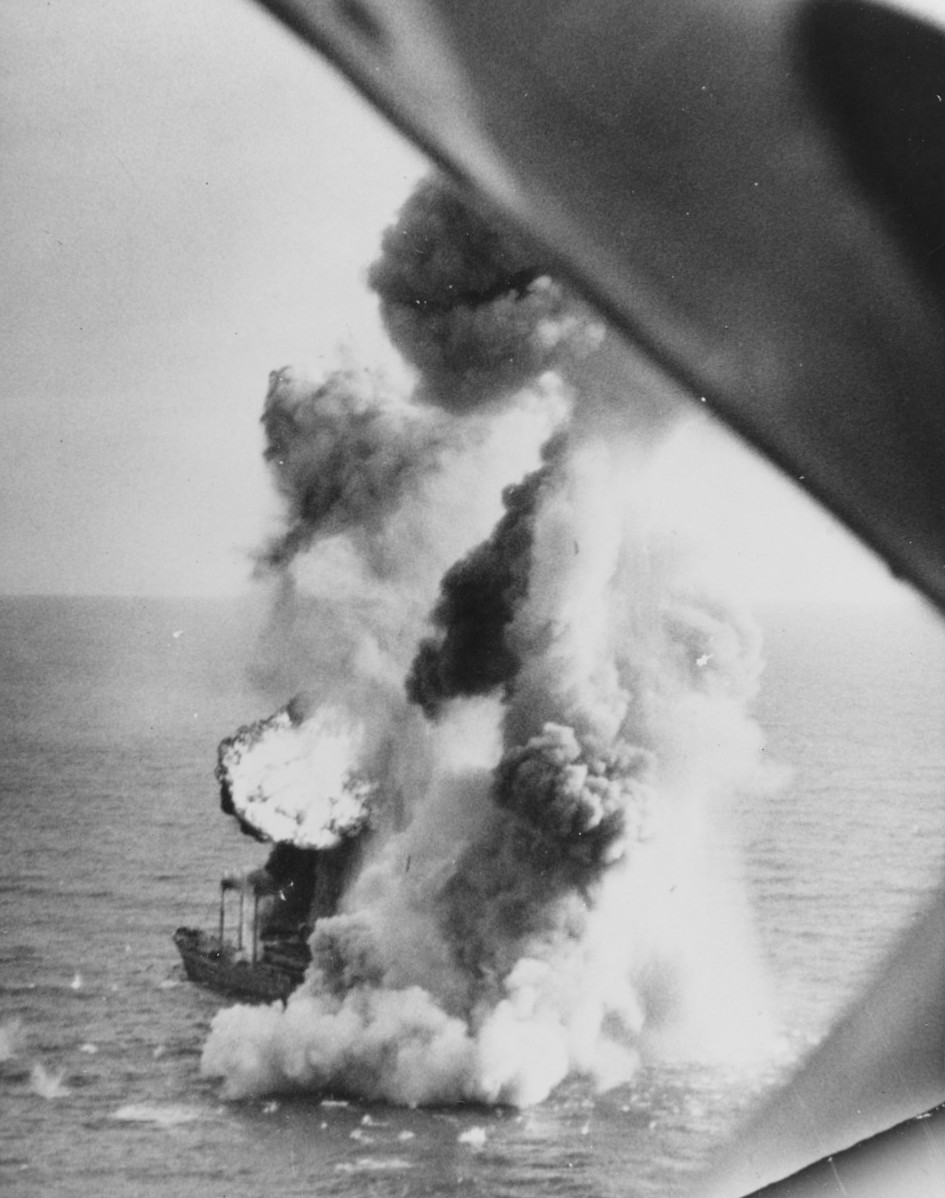
Một tàu vận tải Nhật (4.500 tấn) phát nổ ở ngoài khơi Vịnh Cam Ranh, sau khi trúng bom của máy bay Mỹ cất cánh từ USS Lexington.
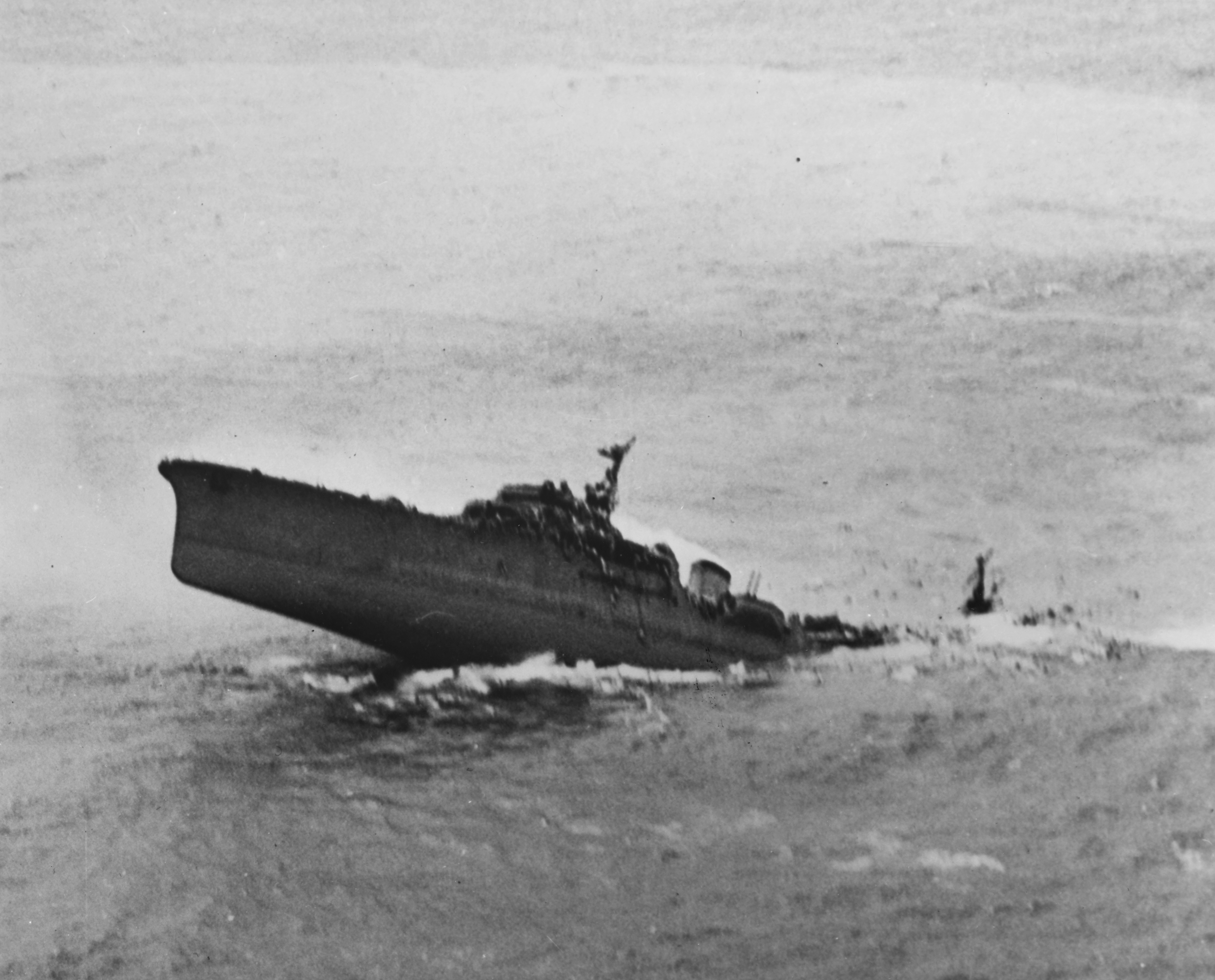
Tuần dương hạm hạng nhẹ Kashii chìm sau khi bị máy bay Mỹ tấn công ở ngoài khơi Vịnh Quy Nhơn.
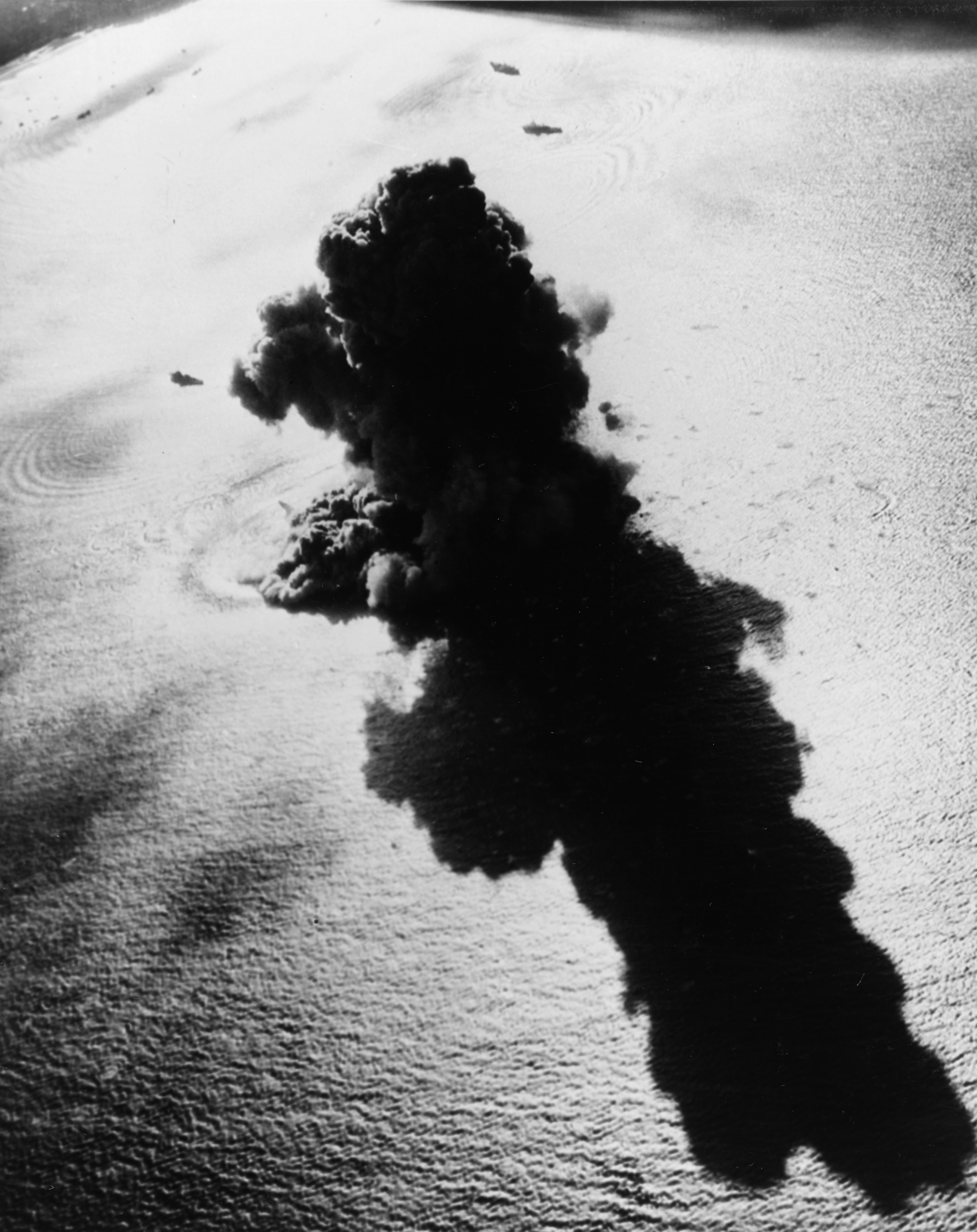
Một tàu hộ tống của Nhật phát nổ ở ngoài khơi Vũng Tàu.
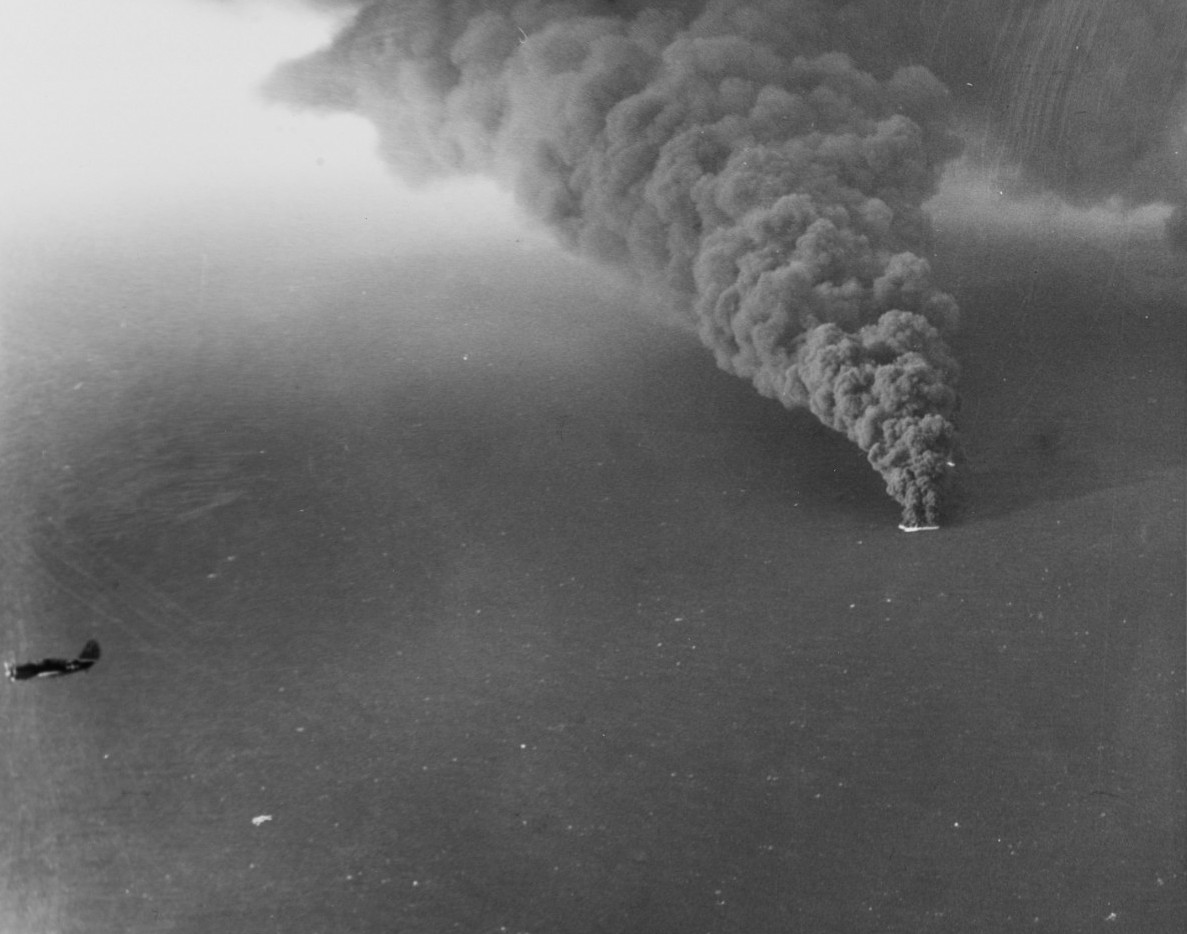
Một tàu hàng Nhật bốc cháy ở ngoài khơi Vịnh Cam Ranh.
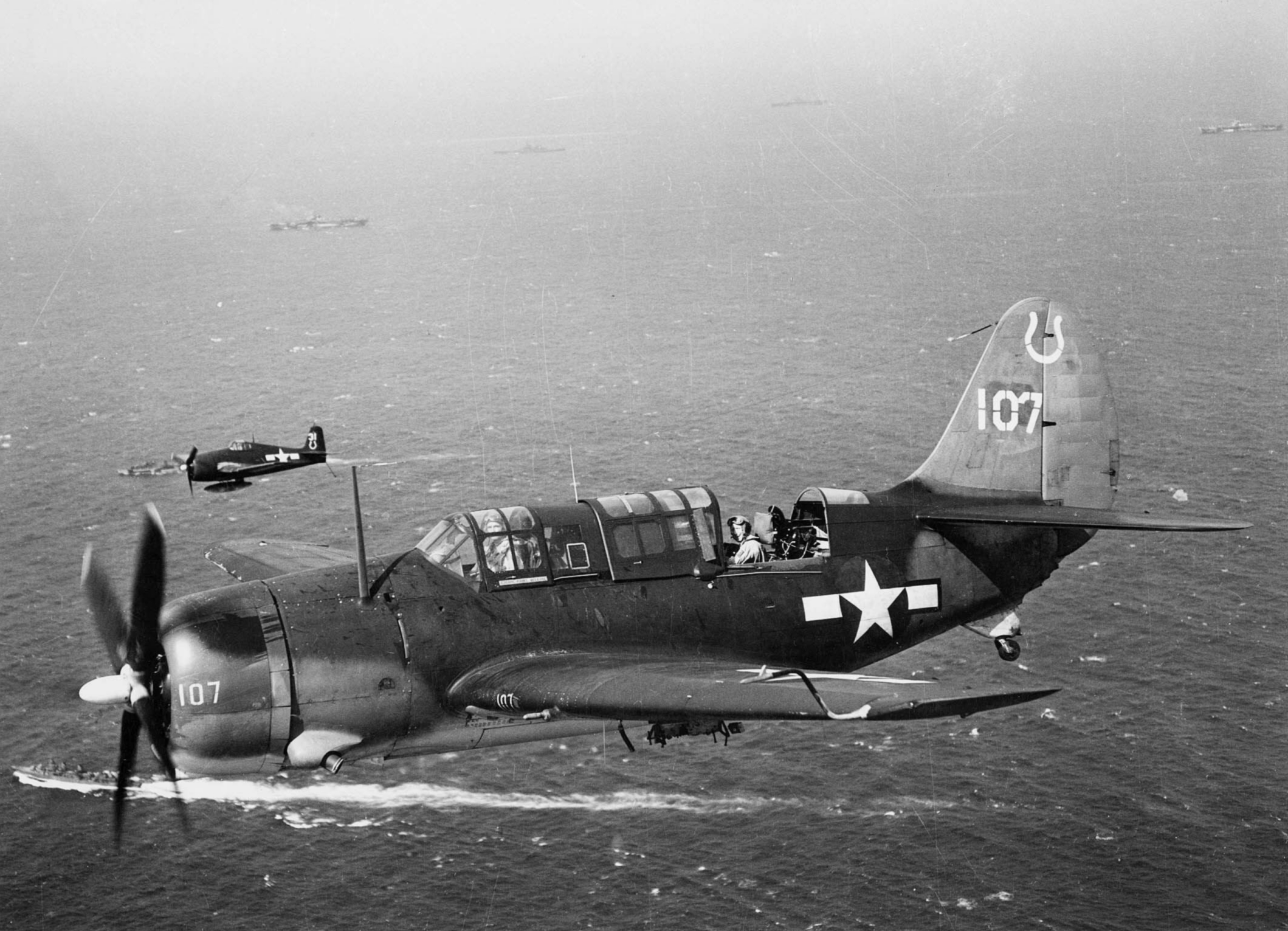
Một máy bay SB2C-3 Helldiver thuộc Phi đoàn Ném bom số 7 (VB-7) của hàng không mẫu hạm USS Hancock đang quay trở về tàu sau khi hoàn thành nhiệm vụ không kích.
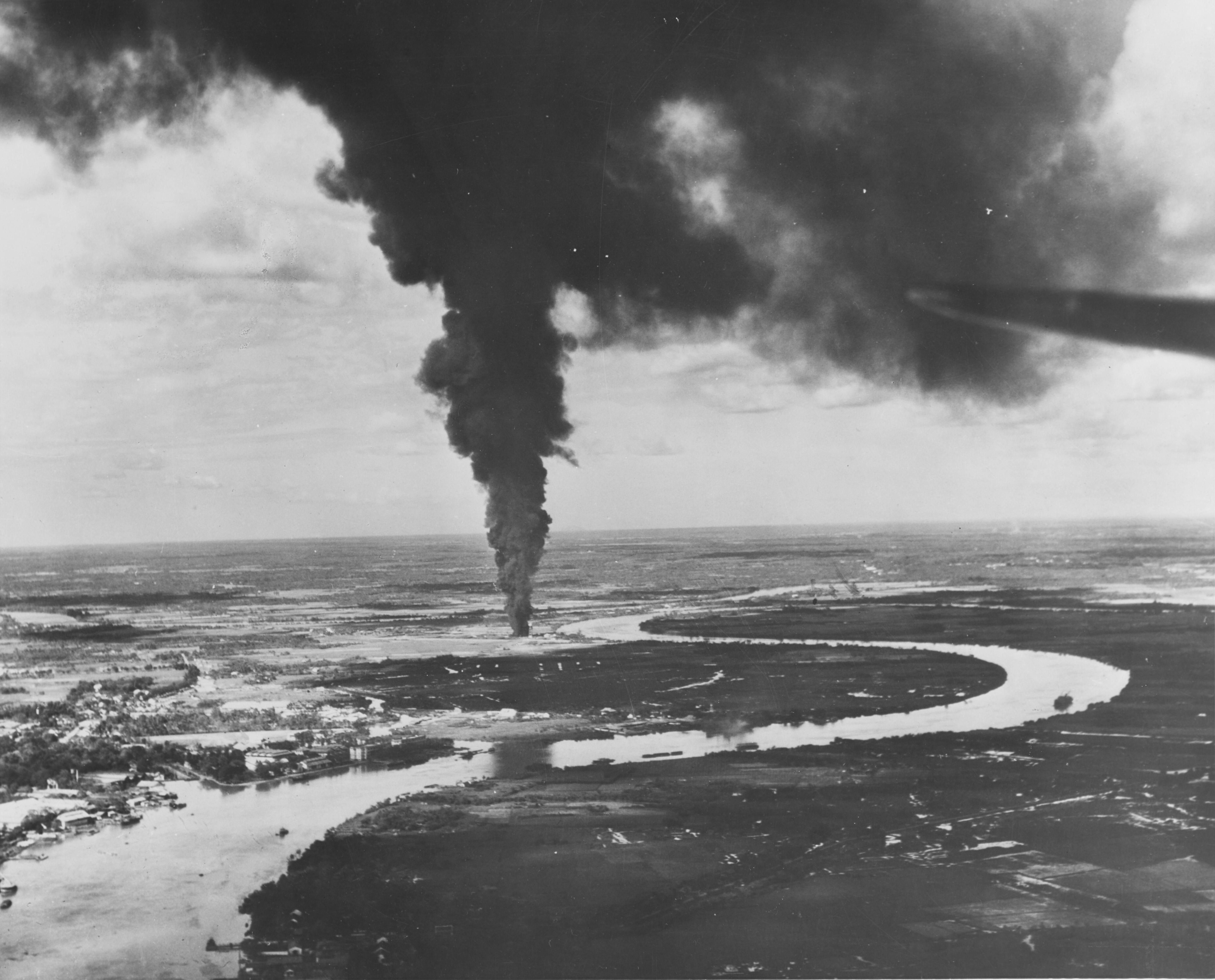
Cột khói lớn xuất phát từ một ụ chứa nhiêu liệu bị trúng bom ở khu vực Sông Sài Gòn.
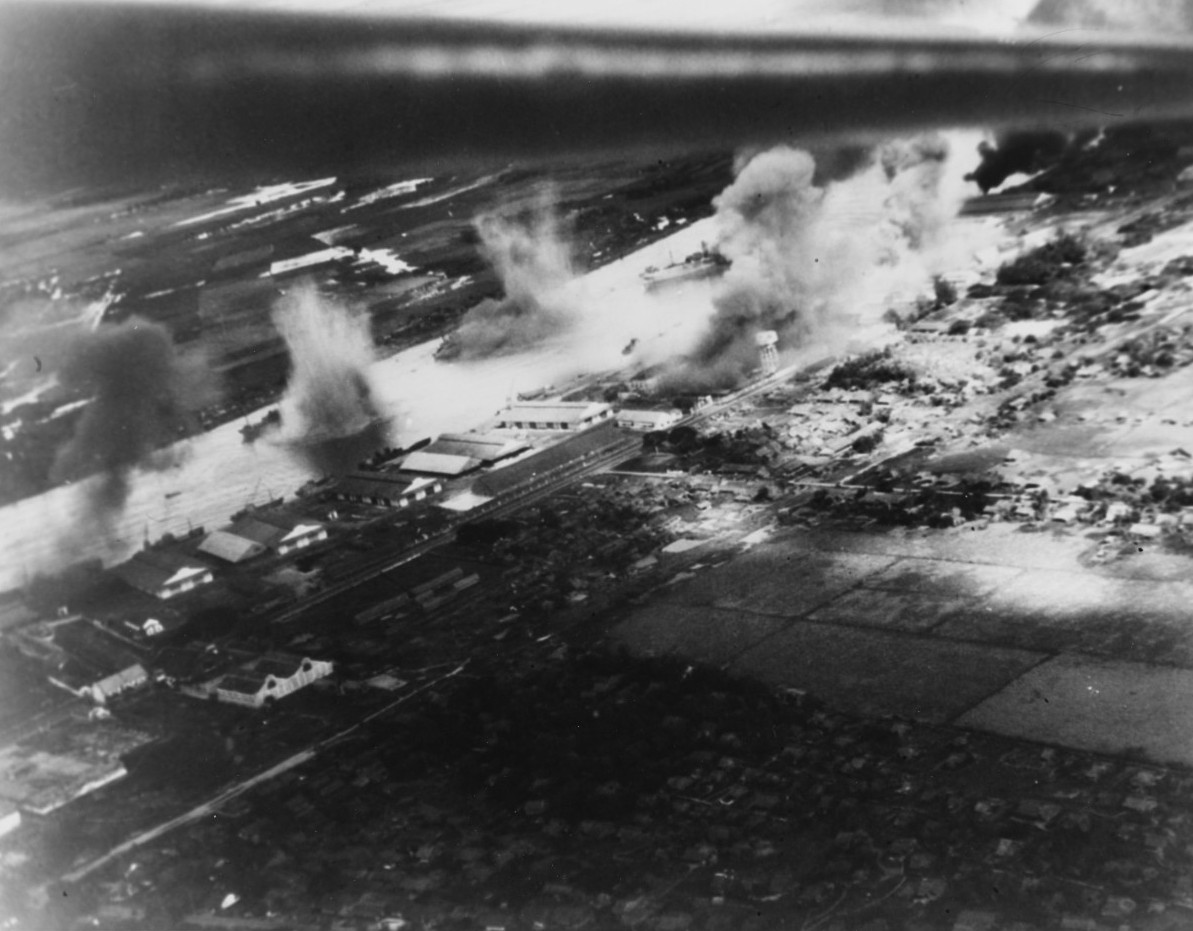
Hệ thống cơ sở hạ tầng và tàu hàng Nhật ở khu vực Sông Sài Gòn dưới trận không kích của máy bay Mỹ.
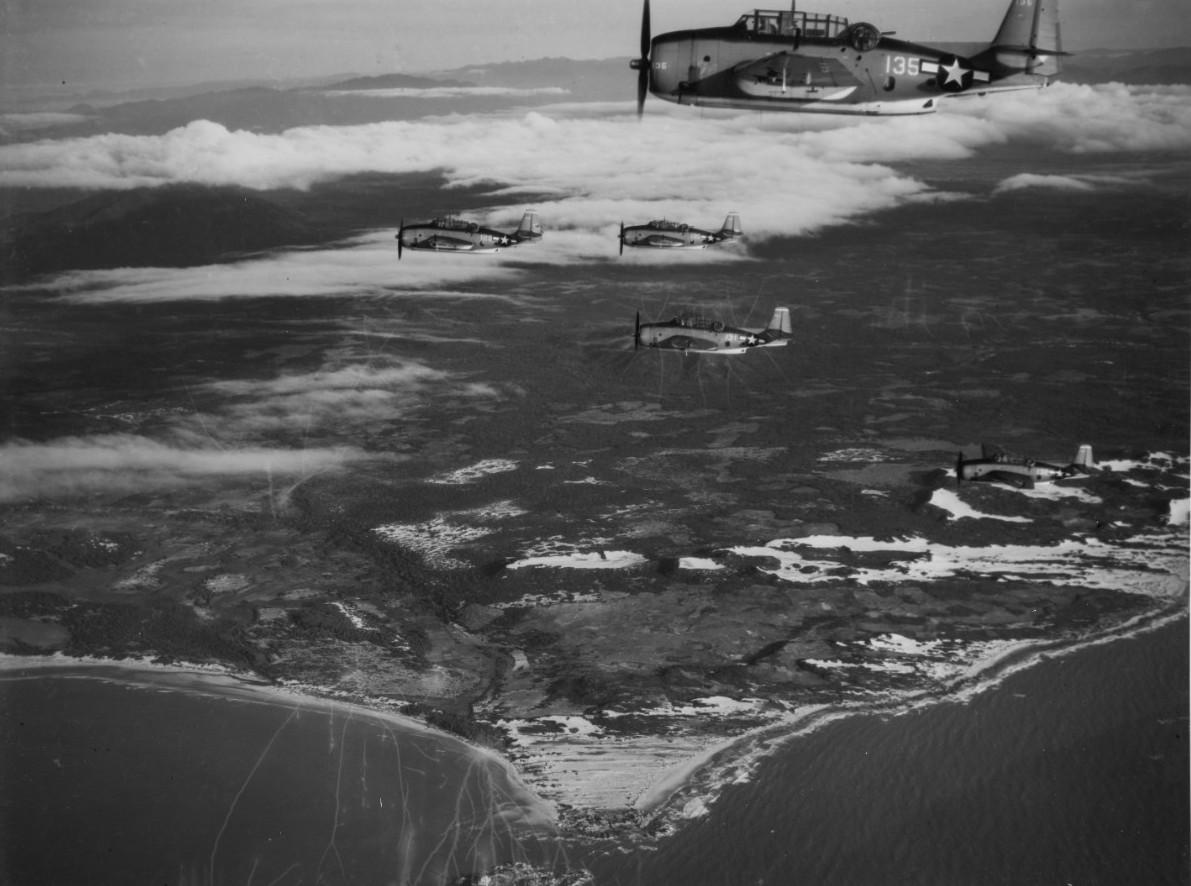
Một đội bay TBF Avenger của USS Essex đang quay trở về tàu sau khi hoàn thành nhiệm vụ ném bom Sài Gòn.

### Sách tham khảo
- Axelrod, Alan; Kingston, Jack A. (2007). Encyclopedia of World War II, Volume 1. New York City: H W Fowler. ISBN 978-0816060221.
- Bailey, Steven K. (2007). Strolling in Macau: A Visitor's Guide to Macau, Taipa, and Coloane. San Francisco: ThingsAsian Press. ISBN 978-0971594098.
- Bailey, Steven K. (2017). "The Bombing of Bungalow C: Friendly Fire at the Stanley Civilian Internment Camp". Journal of the Royal Asiatic Society Hong Kong Branch. Quyển 57. tr. 108–126. JSTOR 90013953.
- Brown, J.D. (2009). Hobbs, David (biên tập). Carrier Operations in World War II. Annapolis: Naval Institute Press. ISBN 978-1591141082.
- Chi Man, Kwong; Yiu Lun, Tsoi (2014). Eastern Fortress: A Military History of Hong Kong, 1840–1970. Hong Kong: Hong Kong University Press. ISBN 978-9888208715.
- Craven, Wesley; Cate, James, biên tập (1953). The Pacific: Matterhorn to Nagasaki. The Army Air Forces in World War II. Volume V. Chicago: The University of Chicago Press. OCLC 256469807.
- Dommen, Arthur J. (2001). The Indochinese Experience of the French and the Americans: Nationalism and Communism in Cambodia, Laos, and Vietnam. Bloomington, Indiana: Indiana University Press. ISBN 0253338549.
- Emerson, Geoffrey Charles (2008). Hong Kong Internment, 1942–1945: Life in the Japanese Civilian Camp at Stanley. Hong Kong: Hong Kong University Press. ISBN 978-9622098800.
- Faulkner, Marcus (2012). War at Sea: A Naval Atlas, 1939–1945. Annapolis, Maryland: Naval Institute Press. ISBN 978-1591145608.
- Garrett, Richard J. (2010). The Defences of Macau: Forts, Ships and Weapons over 450 Years. Hong Kong: Hong Kong University Press. ISBN 978-9888028498.
- Gunn, Geoffrey C. (2016). "Epilogue". Trong Gunn, Geoffrey C. (biên tập). Wartime Macau: Under the Japanese Shadow. Hong Kong: Hong Kong University Press. tr. 166–177. ISBN 978-9888390519.
- Halsey, William F.; Bryan, J (1947). Admiral Halsey's Story. London: Whittlesey House. OCLC 234257675.
- Hornfischer, James D. (2016). The Fleet at Flood Tide: America at Total War in the Pacific, 1944–1945. New York City: Random House Publishing Group. ISBN 978-0345548719.
- Japanese Research Division, Headquarters Far East Command (1980) [1952]. "French Indo-China Operations Record [Japanese Monograph No. 25]". War in Asia and the Pacific: Volume 6 The Southern Area (Part I). New York City: Garland. ISBN 082403290X.
- Morison, Samuel Eliot (2002) [1959]. The Liberation of the Philippines: Luzon, Mindanao, the Visayas, 1944–1945. History of United States Naval Operations in World War II. Urbana, Illinois: University of Illinois Press. ISBN 025207064X.
- Parillo, Mark P. (1993). The Japanese Merchant Marine in World War II. Annapolis: Naval Institute Press. ISBN 1557506779.
- Potter, E.B. (1985). Bull Halsey. Annapolis, Maryland: Naval Institute Press. ISBN 0870211463.
- Prados, John (1995). Combined Fleet Decoded: The Secret History of American Intelligence and the Japanese Navy in World War II. New York City: Random House. ISBN 0679437010.
- Reynolds, Clark G. (1968). The Fast Carriers: The Forging of an Air Navy. New York City: McGraw-Hill. OCLC 24906505.
- Royal Navy (1995). War with Japan: Volume VI The Advance to Japan. London: HMSO. ISBN 0117728217.
- Smith, R.B. (2008). Communist Indochina. London: Routledge. ISBN 978-0415468046.
- Spector, Ronald (tháng 2 năm 1982). "Allied Intelligence and Indochina, 1943–1945". Pacific Historical Review. Quyển 51 số 1. tr. 23–50. doi:10.2307/3639819. JSTOR 3639819.
- Spector, Ronald H. (1985). Advice and Support: The Early Years (PDF). The US Army in Vietnam. Washington, D.C.: Center of Military History. OCLC 220653520.
- Stille, Mark (2017). Imperial Japanese Navy Antisubmarine Escorts 1941–45. Oxford: Osprey. ISBN 978-1472818164.